# 1958
Het jaar 1958 is een jaartal volgens de christelijke jaartelling.

## Gebeurtenissen
januari
- 1 - De Europese Economische Gemeenschap gaat van start en de eerste Europese Commissie treedt in functie.
- 4 - Spoetnik 1 valt na 92 dagen in de ruimte terug op aarde.
- 4 - De Nieuw-Zeelander Edmund Hillary bereikt met twee vrienden op Ferguson tractoren de Zuidpool, twee weken voor hun Engelse rivalen. Ze richten er het Scott onderzoekskamp in.
- 7 - Stoomlocomotief 3737 rijdt de laatste rit voor de Nederlandse Spoorwegen, met als bestemming het Spoorwegmuseum. Aan boord zijn NS-directeur Hupkes, die de serie ooit heeft ontworpen, en president-directeur Den Hollander. Dit betekent het einde van het stoomtijdperk in Nederland.
- 23 - Na drie weken van onrust en geweld moet de Venezolaanse dictator Marcos Pérez Jiménez het land uitvluchten. Een junta onder admiraal Larrazabal herstelt onmiddellijk de burgerlijke vrijheden en kondigt vrije verkiezingen aan.
- 27 - Alcoa sluit de Brokopondo-overeenkomst met de Surinaamse regering. Alcoa verplicht zich om een stuwdam, een waterkrachtcentrale, een bauxietsmelterij en een fabriek voor aluminiumwinning te bouwen. In ruil krijgt Alcoa een concessie voor 75 jaar om bauxiet te winnen, plus korting op de elektriciteitsprijs.
- 29 - Louis Malles regiedebuut Ascenseur pour l'échafaud (Lift naar het schavot), gaat in première. Deze film zal als blauwdruk dienen voor de aanstormende regisseurs van de Nouvelle Vague.

februari
- 1 - Met een Jupiter C-raket lanceren de Amerikanen hun eerste kunstmatige satelliet, de Explorer 1 (gewicht 14 kg). De kunstmaan zal tot 31 maart 1970 in een baan om de aarde blijven.
- 5 - Gamal Abdel Nasser wordt president van de Verenigde Arabische Republiek, een samengaan van zijn Egypte met Syrië.
- 5 - De Amerikaanse luchtmacht verliest een atoombom voor de kust van Georgia, de bom is nooit teruggevonden.
- 6 - Bij de Vliegramp van München komen 22 personen om het leven onder wie 7 spelers van Manchester United FC.
- 7 - De Amerikaanse president Eisenhower richt de ARPA op, een samenwerkingsverband van wetenschap, industrie en overheid, om een technologische achterstand op de Sovjet-Unie te voorkomen.
- 14 - De koningen van Irak en Jordanië sluiten de Arabische Federatie, in feite een defensief verbond tegen de pan-arabische aspiraties van de Egyptische president Nasser.
- 23 - In Cuba wordt de coureur Juan Manuel Fangio aan de vooravond van de Gran Premio de Cuba 1958 ontvoerd door rebellen gelieerd aan Fidel Castro. Fangio werd een dag later weer vrij gelaten.

maart
- 3 - Er komen 7 mijnwerkers om het leven door een instorting in de Staatsmijn Maurits (Geleen).
- 12 - In Straatsburg komt voor het eerst de Europese Assemblee bijeen, de voorloper van het Europees Parlement. Ze is samengesteld uit parlementariërs uit de zes landen van de Europese Economische Gemeenschap.
- 17 - In de Verenigde Staten wordt de satelliet Vanguard 1 gelanceerd.
- 18 - Het Atomium in Brussel wordt voltooid. De enorme uitvergroting van een ijzerkristal moet de attractie worden van de wereldtentoonstelling (Expo 58) van dat jaar.
- 19 - In Londen opent het eerste planetarium de deuren.
- 27 - Partijleider Nikita Chroesjtsjov wordt ook premier van de Sovjet-Unie.

april
- 12 - Opening van het Provinciaal domein Bokrijk in Genk.
- 15 - Berendrecht, Lillo en Zandvliet worden bij Antwerpen gevoegd.
- 17 - Opening van de Wereldtentoonstelling te Brussel, beter bekend als Expo 58.
- 28 - Het vicariaat Willemstad wordt verheven tot bisdom; de parochiekerk van de H. Rozenkrans van de wijk Pietermaai in Willemstad wordt een kathedraal.
- 29 - In de koninklijke grafkamer te Delft worden de stoffelijke resten bijgezet van stadhouder Willem V, die in 1806 in ballingschap te Brunswijk stierf.

mei
- 13 - Charles de Gaulle wordt benoemd tot minister-president van Frankrijk. Dat betekent het einde van de Vierde Republiek.
- half mei - De Kamerfractie van de CPN valt uiteen. De door het partijbestuur geroyeerde leden, onder wie fractieleider Henk Gortzak en Gerben Wagenaar, vormen de Brug-groep.
- 24 - De Nederlanders Martin Schröder en John Block richten een luchtvaartmaatschappij op onder de naam Martin's Air Charter.
- 29 - Opening van het nieuwe Ullevi sportstadion in Göteborg, met onder meer de eerste kunstijsbaan ter wereld.
- mei - De Nederlander Piet van de Pol doet de biljartwereld versteld staan door in Gent een serie van 400 caramboles in één beurt neer te zetten.

juni
- 29 - Brazilië wint de wereldtitel door gastland Zweden in de finale van het WK voetbal met 5-2 te verslaan.
- Duizenden Zeeuws-Vlamingen trekken te voet naar Den Haag en eisen terugkeer van de vrije veren.

juli
- 6 - Op de wereldtentoonstelling Expo 58 wordt een Vlaamse dag georganiseerd.
- 12 - Hendrik Cornelis wordt gouverneur van Belgisch-Congo.
- 13 - Amerikaanse mariniers vallen Libanon binnen om op verzoek van president Chamoun een einde te maken aan een volksopstand tegen zijn herverkiezing.
- 31 - De Nationale Vergadering van Libanon kiest de populaire opperbevelhebber Foead Shehab tot opvolger van president Chamoun. Zowel Egypte als de Verenigde Staten heeft zich akkoord verklaard.

augustus
- 3 - Niger wordt onafhankelijk.
- 14 - KLM-vlucht 607-E van Amsterdam naar New York stort ten westen van Ierland in de Atlantische oceaan. Alle 99 inzittenden komen om. Oorzaak is een oververhitte propeller.
- 23 - De Volksrepubliek China begint de Kinmeneilanden te bestoken met artillerie in een poging ze in handen te krijgen. De Tweede Taiwancrisis duurt nog tot 6 oktober.
- 29 - De Amerikaanse popster Michael Jackson wordt geboren in Gary.
- aug./sept. - De Amerikaanse gebedsgenezer Tommy Lee Osborn houdt op uitnodiging van de Pinksterbeweging gebedsbijeenkomsten op het Malieveld in Den Haag, waarbij Johan Maasbach als vertaler optreedt. Dagelijks stromen tienduizenden mensen toe, soms zelfs meer dan honderdduizend tegelijk.

september
- 2 - In Zuid-Afrika kiest de parlementaire fractie van de Nasionale Party Hendrik Verwoerd tot nieuwe leider. Hij verklaart te streven naar volledige rassenscheiding en stichting van een republiek.
- 12 - Bij Texas Instruments wordt de Geïntegreerde schakeling (IC) gepresenteerd door Jack Kilby.
- 17 - De eerste aflevering van Pipo de Clown verschijnt op de Nederlandse televisie.

oktober
- 1 - Het National Advisory Committee for Aeronautics (NACA) wordt hernoemd tot National Aeronautics and Space Administration (NASA), een onafhankelijk agentschap van de federale overheid in de Verenigde Staten, dat verantwoordelijk is voor het Amerikaanse ruimtevaartprogramma.
- 4 - De eerste trans-Atlantische lijnvlucht met een straalvliegtuig wordt uitgevoerd door BOAC met een De Havilland Comet. De Britse maatschappij is de Amerikaanse concurrent Pan Am (met een Boeing 707) drie weken voor.
- 4 - In Frankrijk wordt een nieuwe grondwet afgekondigd, die op 28 september bij referendum is goedgekeurd. Begin van de Vijfde Republiek.
- 5 - Oprichting van de Mouvement National Congolais (MNC) in Belgisch-Kongo door Patrice Lumumba.
- 8 - De Zweedse chirurg Ake Senning brengt de eerste pacemaker in.
- 9 - Paus Pius XII overlijdt in Castel Gandolfo.
- 12 - In Atlanta (Georgia) wordt een synagoge opgeblazen, de zevende in korte tijd in het zuiden van de Verenigde Staten. President Eisenhower geeft eindelijk opdracht aan de FBI tot een diepgaand onderzoek.
- 12 - De eerste snelwegkerk wordt geopend in Landkreis Augsburg langs de A8 bij Adelsried. Ze is gewijd aan Maria, beschermer van de reiziger.
- 18 -  De Amerikaanse natuurkundige Willy Higinbottham toont het door hem ontworpen eerste computerspel Tennis for Two tijdens de open dag van zijn laboratorium op het schermpje van de oscilloscoop.
- 28 - De aartsbisschop van Venetië, Angelo Giuseppe Roncalli, wordt tot paus gekozen en volgt daarmee Pius XII op. Hij kiest de naam Johannes XXIII. De nieuwe kerkvorst is 77 jaar en wordt gezien als overgangsfiguur of tussenpaus.

november
- 17 - In Soedan grijpt generaal Ibrahim Abboud na een militaire staatsgreep de macht.
- 20 - Het Schoolpact maakt een einde aan de Tweede schoolstrijd over de positie van de vrije katholieke school in het Belgisch secundair onderwijs.
- november - De Stier van Osborne verschijnt langs de Spaanse wegen.

december
- 7 - Bij de algemene verkiezingen in Venezuela verslaat presidentskandidaat Rómulo Betancourt admiraal Larrazabal en de christendemocraat Rafael Caldera. Hij zal het ambt in februari 1959 aanvaarden.
- 10 - De eerste paal wordt geslagen voor de Euromast door burgemeester Van Walsum.
- 10 - De Rotterdamse predikant Henk Teutscher richt naar Duits en Engels voorbeeld de SOS Hulpdienst op, de eerste telefonische hulpdienst in Nederland.
- 11 - Het laatste kabinet-Drees valt, er komt een einde aan de rooms-rode coalitie.
- 22 - Een rompkabinet onder Beel gaat verkiezingen voorbereiden.
- 23 - In Zichen-Zussen-Bolder komen achttien mensen om het leven bij de instorting van een champignonkwekerij in de plaatselijke "mergelgrotten".

zonder datum
- Eerste boek van Pietje Puk wordt uitgebracht
- Op Rozenburg wordt een begin gemaakt met de aanleg van de Europoort.

## Muziek

### Klassieke muziek
- 2 februari: eerste uitvoering van Strijkkwartet nr. 1 van Boris Tsjaikovski
- 18 februari: eerste uitvoering van Sonate voor twee soloviolen van Knudåge Riisager
- 21 februari: eerste uitvoering van At a lunar eclipse van Gerald Finzi
- 26 februari: eerste uitvoering van Fantasia em três movimentos van Heitor Villa-Lobos
- 26 maart: eerste uitvoering van Muzyka żałobna van Witold Lutosławski
- 15 juli: eerste uitvoering van Pianoconcert nr. 1 van Malcolm Williamson
- 2 september: eerste uitvoering van Ballade zonder woorden van Kurt Atterberg
- 1 oktober: eerste uitvoering van het Vioolconcert van Bo Linde
- 6 november: eerste uitvoering van Kamerconcert nr. 13 voor hobo, altviool en kamerorkest van Vagn Holmboe

### Populaire muziek
- De Zuiderzeeballade wordt geschreven en uitgebracht.
- De Tielman Brothers maken met hun single Rock Little Baby Of Mine/You're Still The One de eerste Rock-'n-roll single van Nederlandse bodem.

De volgende platen worden hits:
- Annie Palmen - Ik Zal je Nooit Meer Vergeten
- Annie de Reuver/Enny Denita - Veel Bittere Tranen
- Billy Vaughn - Sail Along Silvery Moon
- Caterina Valente - Spiel Noch Einmal Für Mich Habanero
- De Gesona's – De Verloren zoon, Glück Auf en Zolang er Dagen Zijn
- Connie Francis – Who's Sorry Now
- Dean Martin – Return to me en Volare
- Domenico Modugno – Nel Blu Dipinto di Blu
- Elvis Presley - Jailhouse Rock
- Fats Domino – The Big Beat
- Fred Bertelmann – Der Lachende Vagabund
- Georgia Gibbs – The Hula Hoop Song
- Thom Kelling – Mélodie d'Amour
- The Kingston Trio: Tom Dooley
- Jimmy Lloyd – The Witch Doctor
- Johnny Kraaijkamp & Rijk de Gooijer – Het Goudgele Strand Van Ameland
- Johnny Mathis – A Certain Smile
- Johnny Otis – Ma He's Making Eyes At Me
- Leni & Ludwig – Schön Ist Die Jugend
- Louis Prima – Angelina, Buona Sera, Pennies From Heaven en Zooma, Zooma
- Mitch Miller & His Orchestra – March From The River Kwai & Colonel Bogey
- Nat King Cole – Come Closer to Me
- Pat Boone – April Love en Sugar Moon
- Paul Anka – Crazy Love, I Love You Baby en Midnight
- Pérez Prado – Patricia
- Perry Como - Catch a Falling Star
- Jimmy Rodgers – Kisses Sweeter Than Wine
- Rita Corita – Koffie
- Schriebl & Hupperts – La Paloma
- The Butterflies – Willem Word wakker
- The Chakachas - Eso es el amor
- The Champs – Tequila
- The Chordettes – Lollipop
- The Coasters – Yakety Yak
- The Everly Brothers – All I Have to Do Is Dream, Bird Dog, Claudette en Devoted to You
- The Kalin Twins – When
- The Kingston Trio - Tom Dooley
- The Platters – Twilight Time
- The Teddy Bears – To Know Him, is to Love Him
- Conway Twitty - It's Only Make Believe

- Willy Alberti – Lazarella, Piove en Scapritiatiello

### Prijzen
- De Russische schrijver Boris Leonidovich Pasternak ontvangt de Nobelprijs voor de Literatuur
- Maria Dermoût ontvangt de Tollensprijs

### Engelstalige publicaties
- Exodus van Leon Uris
- Things fall apart van Chinua Achebe. Deze Afrikaanse historische roman werd in 1979 voor het eerst vertaald in het Nederlands als Een wereld valt uiteen door Jaap Dicker & Vertaalgroep Bergeyk.

### Nederlandstalige publicaties
- De vrije vogel en zijn kooien en De arme Heinrich, twee romans van Simon Vestdijk
- De donkere kamer van Damokles van Willem Frederik Hermans

## Theater
- 1 september - Oprichting van het Poppentheater van Magdeburg

## Beeldende kunst

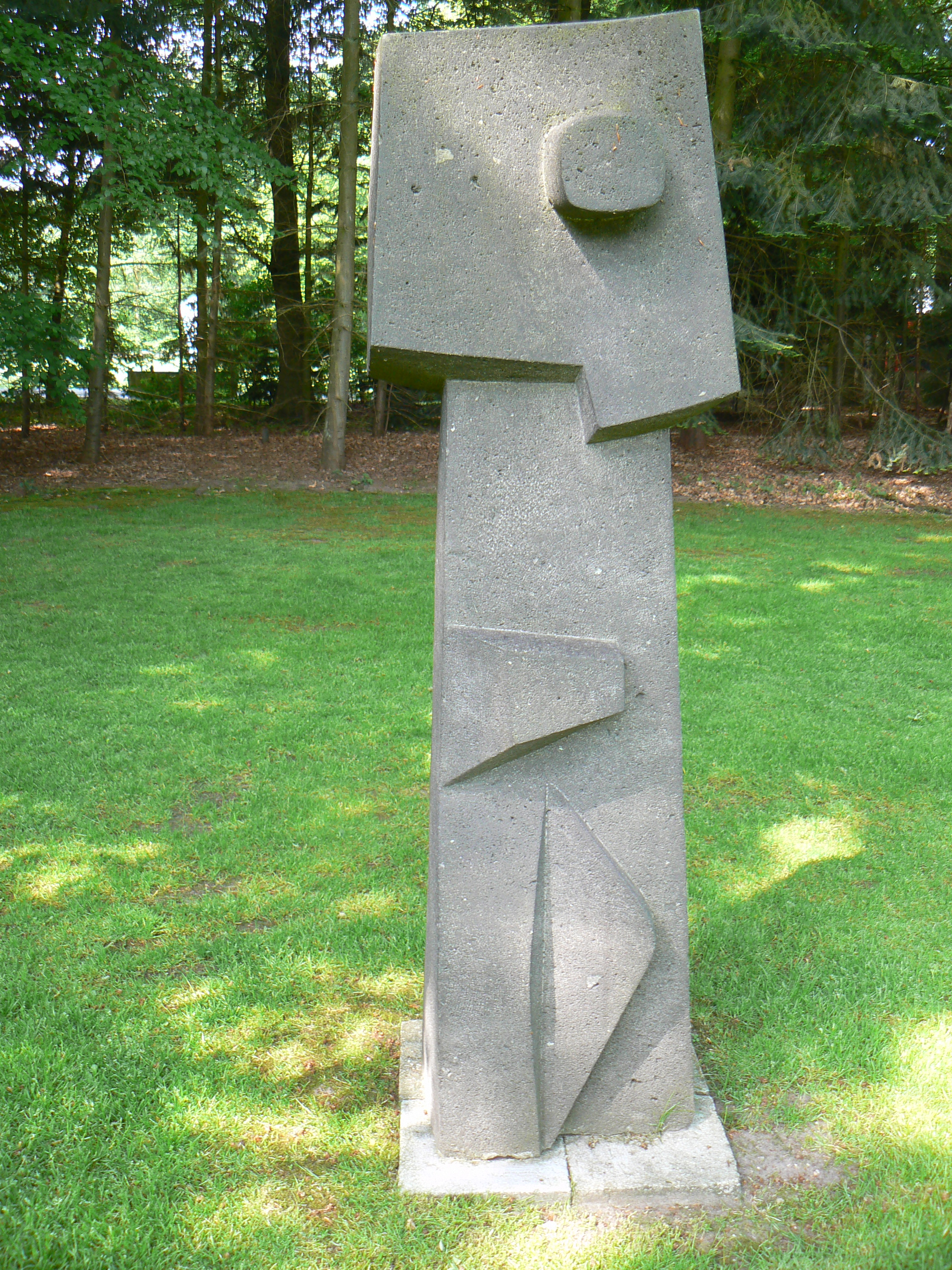
Figur I (1958) Ödon Koch, Kröller-Müller Museum
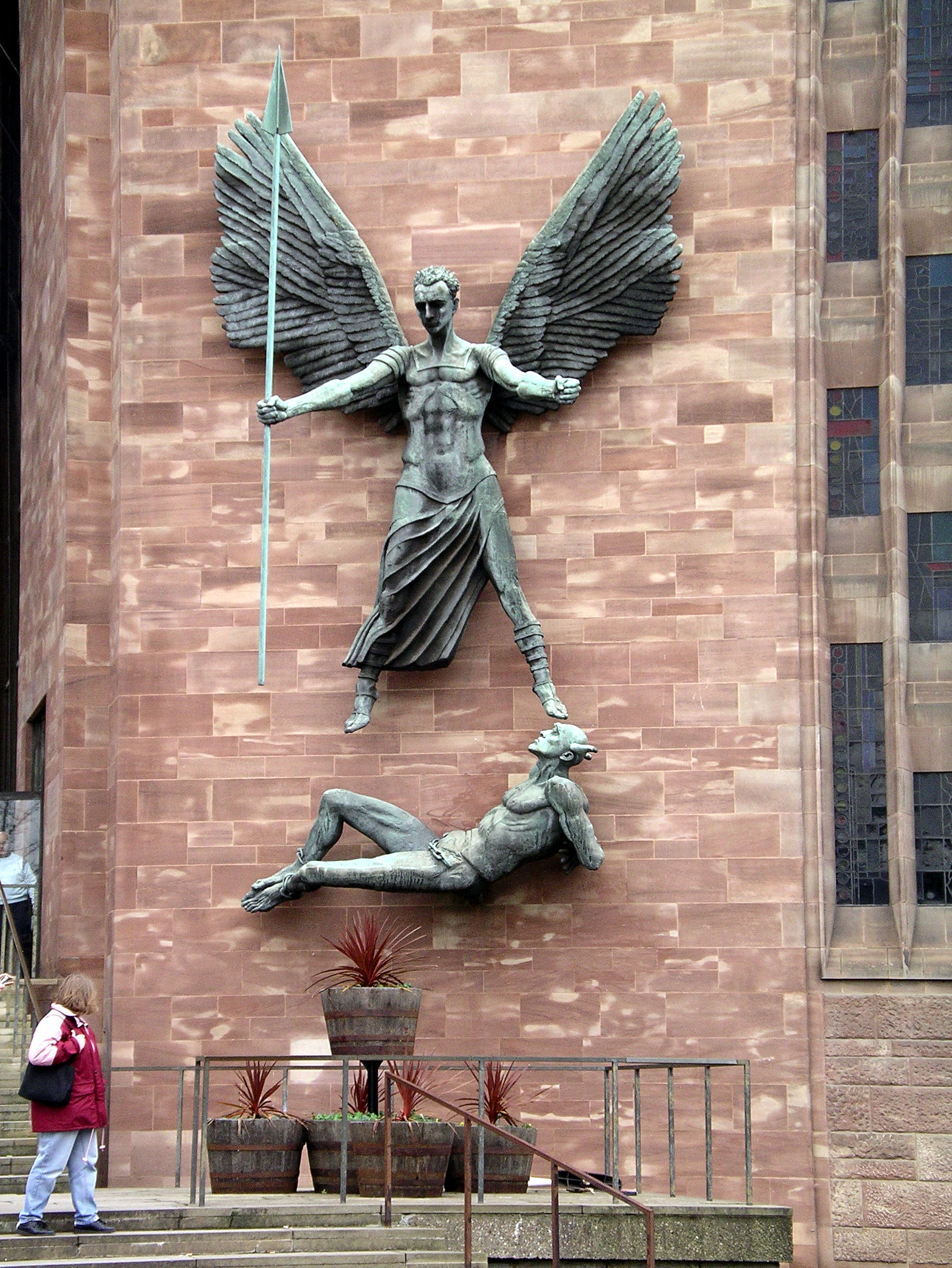
St Michael's Victory over the Devil (1958) Jacob Epstein, Kathedraal van Coventry
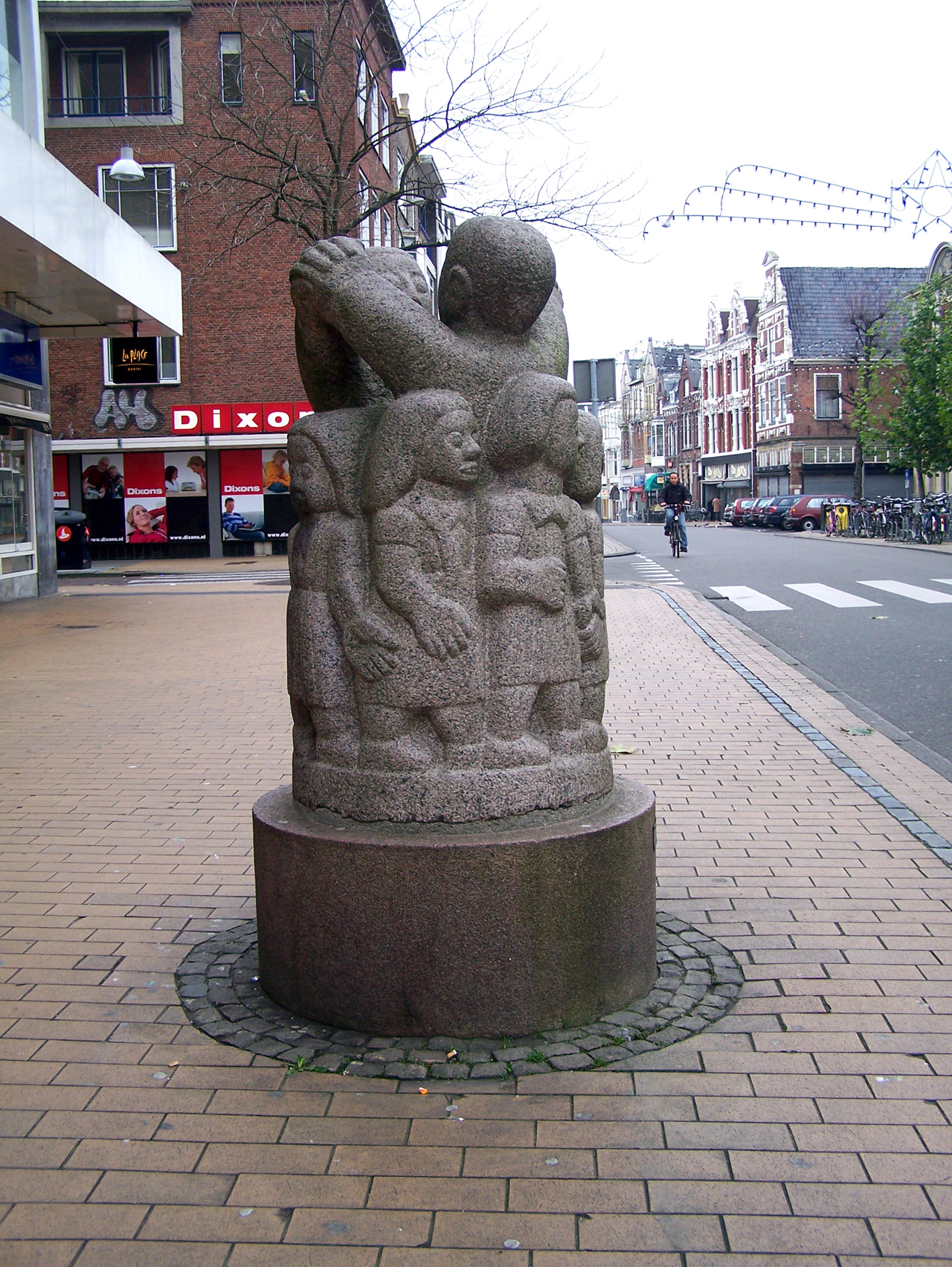
Bro, bro, brille (1958) Gunnar Westman, Groningen

## Bouwkunst

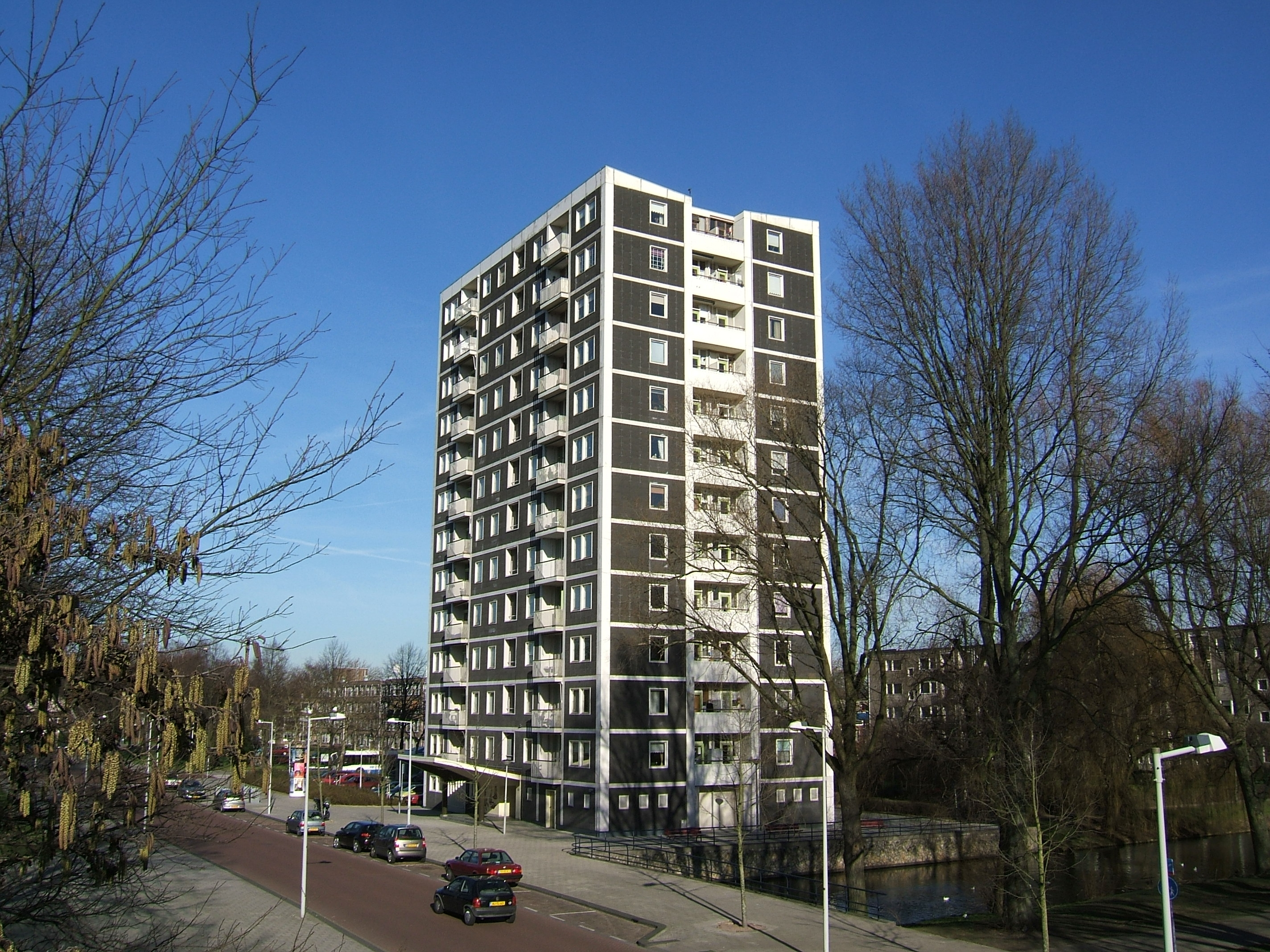
Sloterhof, Amsterdam, J.F. Berghoef
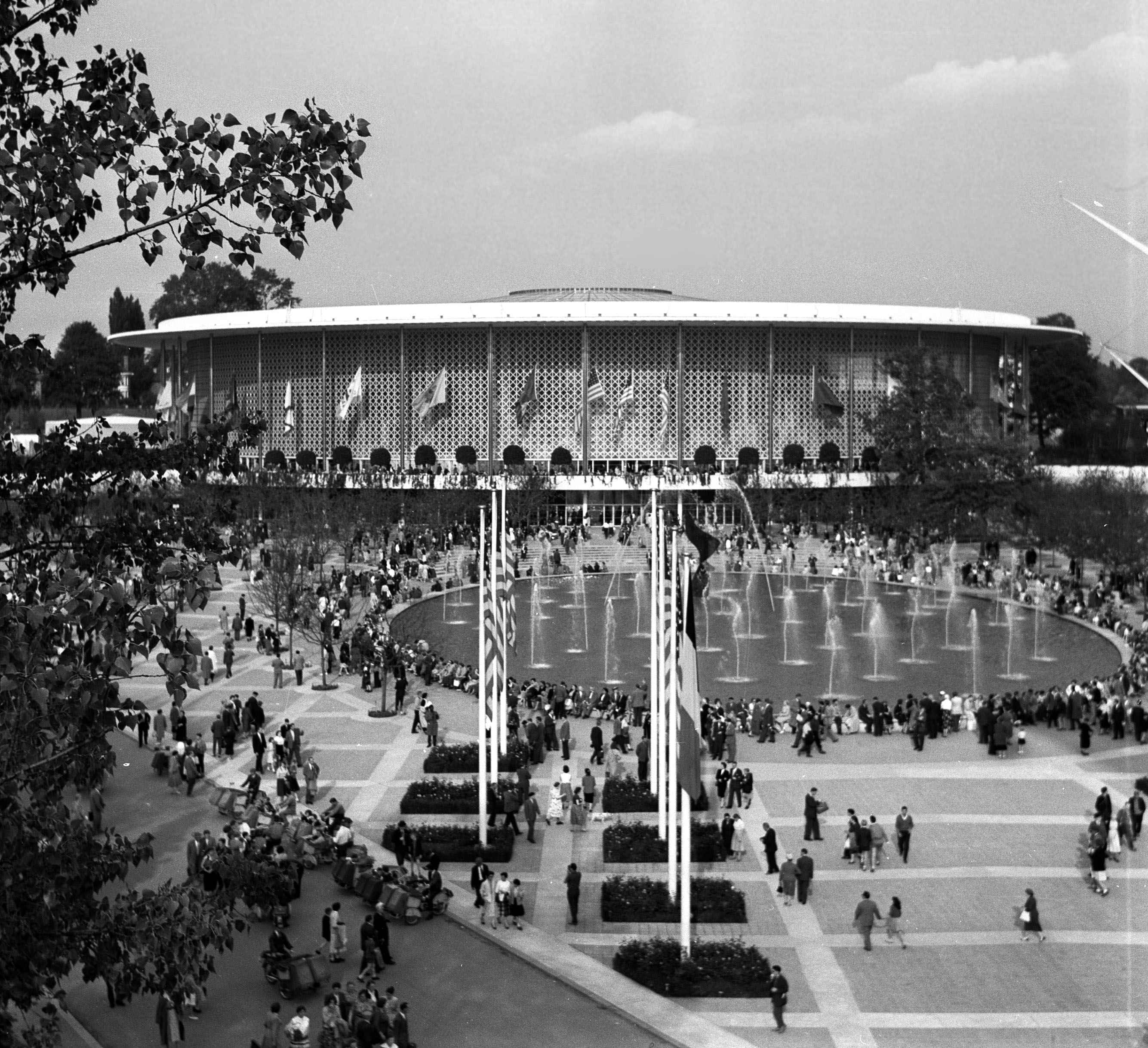
Amerikaans Theater, Brussel, Edward Durell Stone
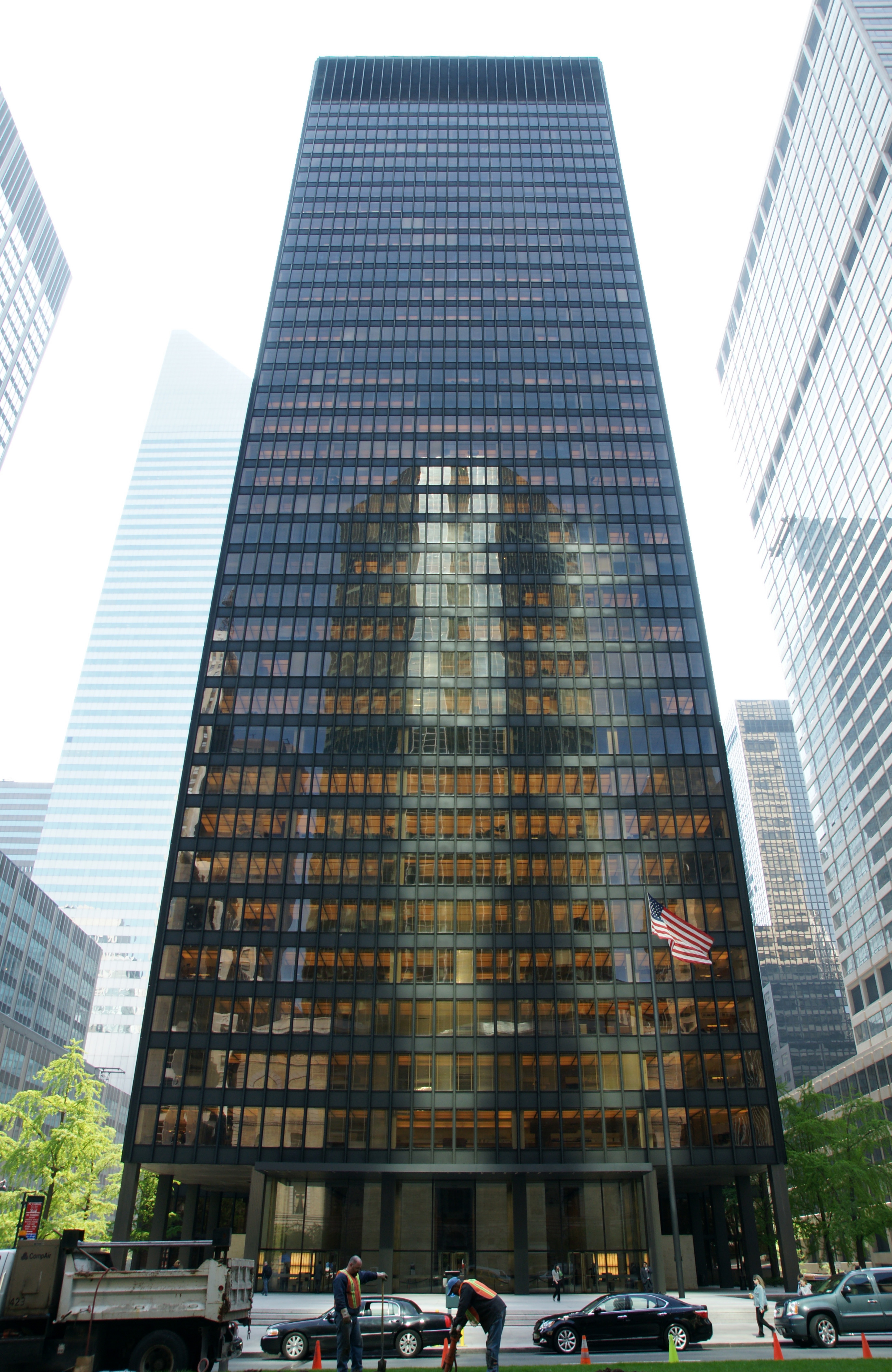
Seagram Building, New York, Ludwig Mies van der Rohe en Philip Johnson
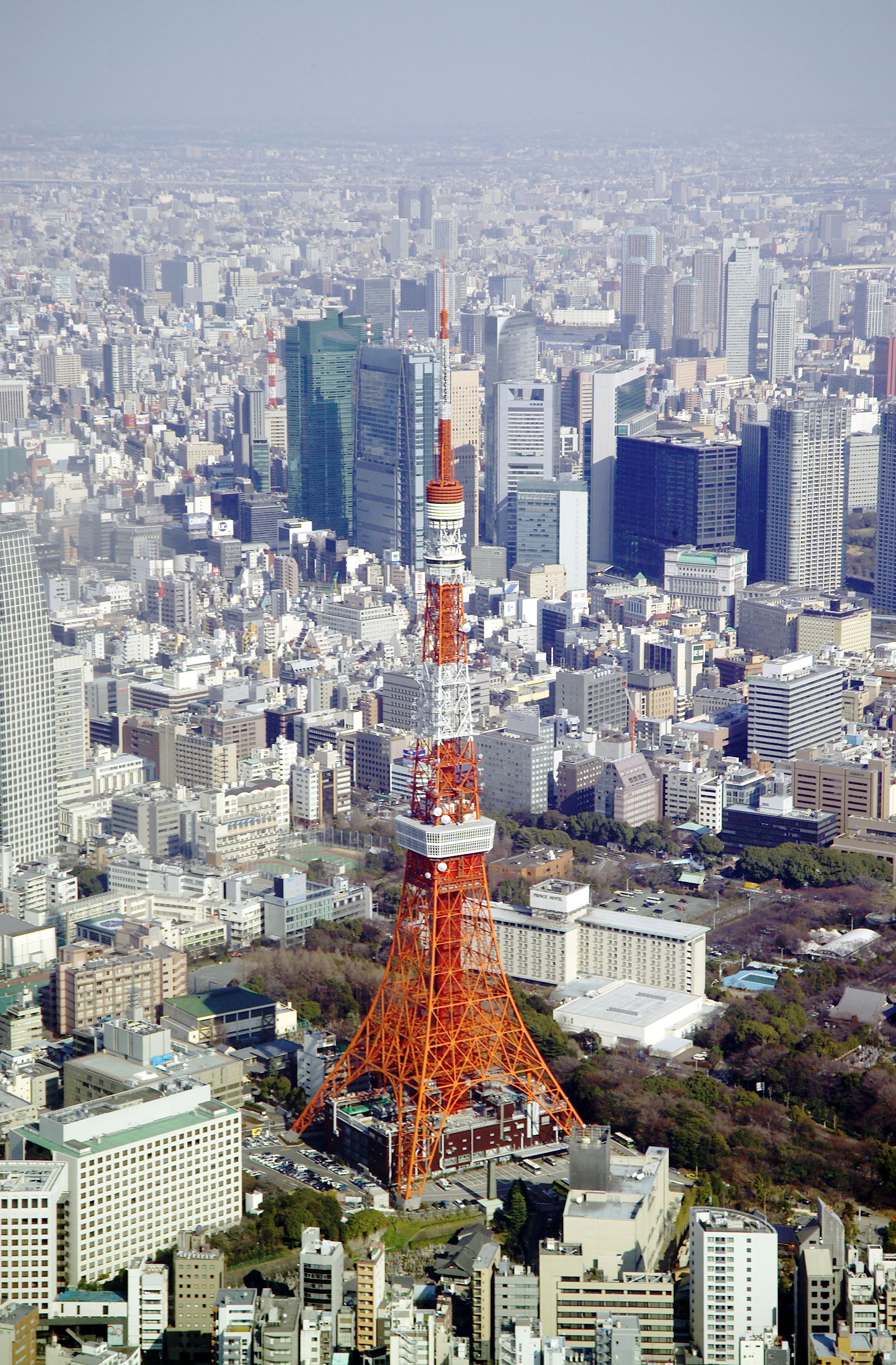
Tokiotoren, Tokio, Tachū Naitō

## Geboren

### januari
- 1 - Sandra Dini, Italiaans atlete

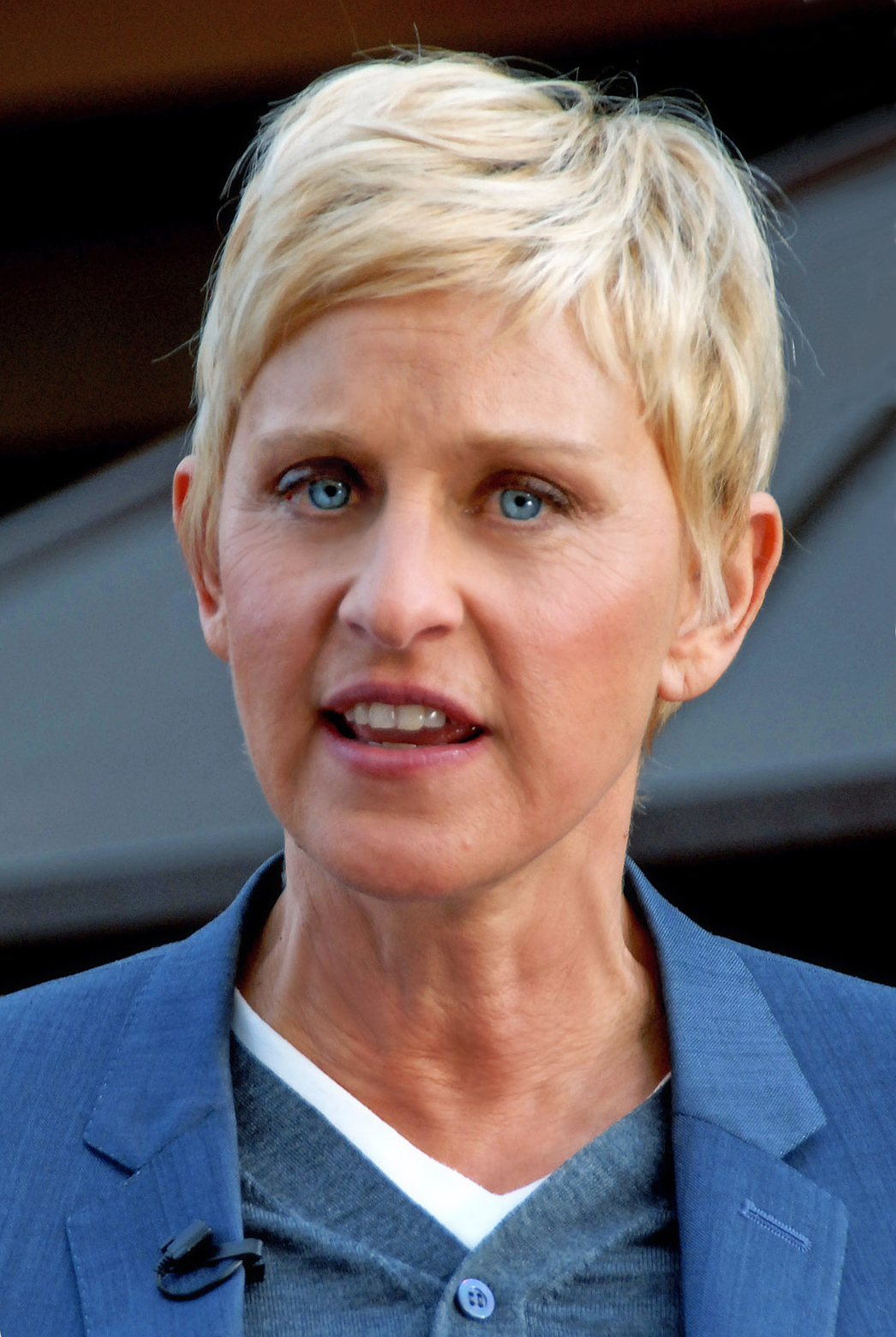
Ellen DeGeneres,
geboren op 26 januari

- 1 - Grandmaster Flash, Barbadiaans dj en hiphoppionier
- 1 - Vadym Jevtoesjenko, Sovjet-Oekraïens voetballer en trainer
- 3 - Alex Blanchard, Surinaams-Nederlands bokser
- 3 - Max Westerman, Nederlands (televisie)journalist
- 3 - François Willems, Belgisch atleet
- 4 - Werner Luginbühl, Zwitsers politicus
- 4 - Julian Sands, Brits acteur (overleden 2023)
- 8 - Betsy DeVos, Amerikaans republikeins politica en minister
- 8 - Marian Mudder, Nederlands actrice, therapeute en schrijfster
- 10 - Garry Cook, Brits atleet
- 11 - Karel van Oosterom, Nederlands diplomaat
- 12 - Mark Allen, Amerikaans triatleet
- 12 - Christiane Amanpour, Brits-Iraans televisiejournaliste en presentatrice
- 13 - Francisco Buyo, Spaans voetballer
- 13 - Ton du Chatinier, Nederlands voetballer en voetbalcoach
- 15 - Boris Tadić, Servisch politicus
- 16 - Giannis Gravanis, Grieks voetballer (overleden 2012)
- 16 - Tony Pulis, Welsh voetbaltrainer
- 17 - Georges Bregy, Zwitsers voetballer
- 18 - Bernard Genghini, Frans voetballer
- 19 - Epifanio González, Paraguayaans voetbalscheidsrechter
- 20 - Paula Patricio, Nederlands televisiepresentatrice
- 21 - Javier Aguirre, Mexicaans voetballer en voetbaltrainer
- 22 - Koen Geens, Belgisch politicus en minister
- 23 - Sergej Litvinov, Russisch atleet (overleden 2018)
- 23 - P.F. Thomése, Nederlands schrijver
- 24 - Jools Holland, Brits muzikant en televisiepresentator
- 25 - Ahmet Altun, Turks atleet
- 26 - Anita Baker, Amerikaans r&b-zangeres
- 26 - Edgardo Bauza, Argentijns voetballer en voetbalcoach
- 26 - Ellen DeGeneres, Amerikaans komediante, actrice en talkshowhost
- 26 - Gian Piero Gasperini, Italiaans voetballer en voetbalcoach
- 28 - Stephen Emmer, Nederlands componist en arrangeur

### februari

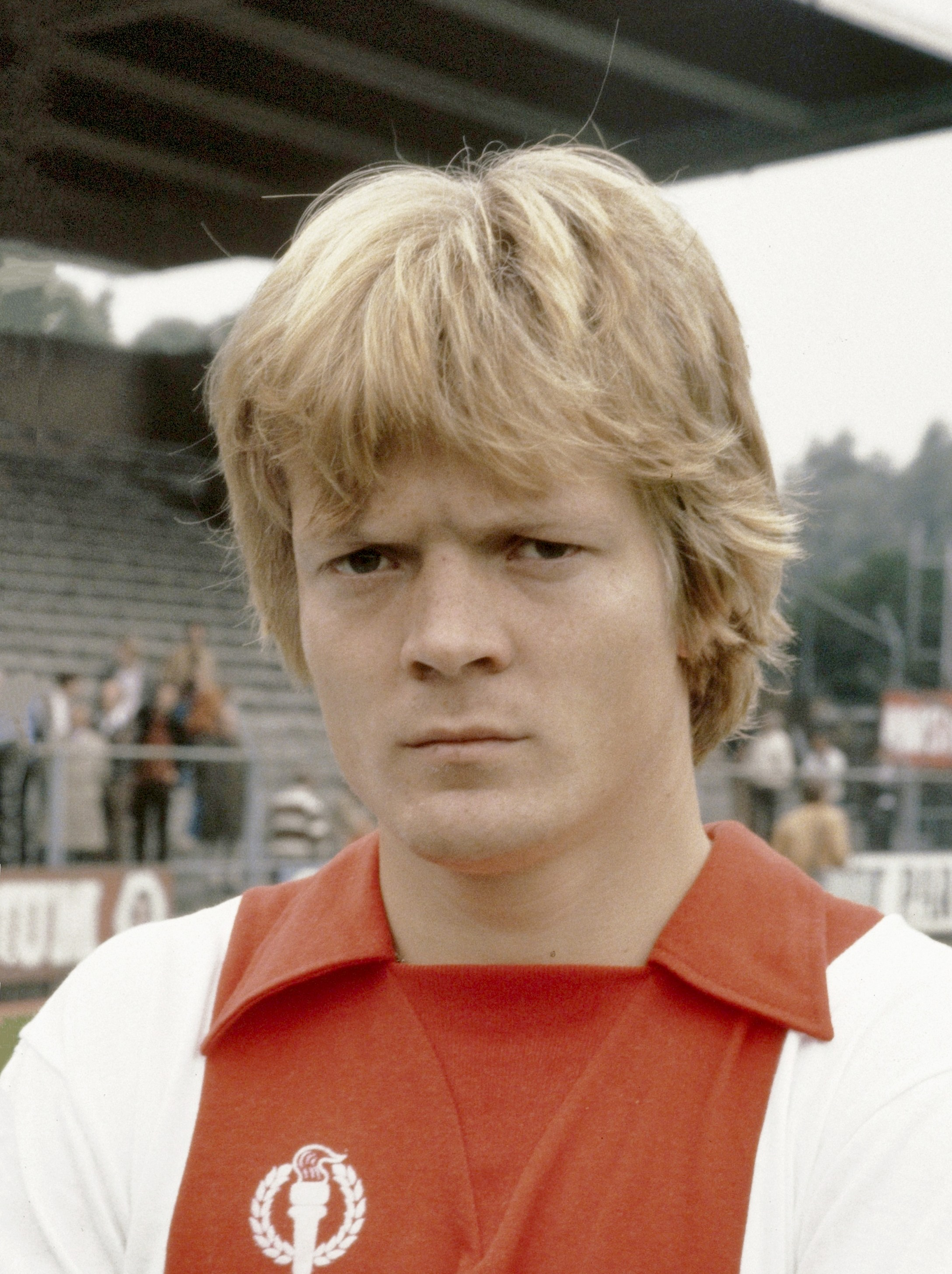
Soren Lerby
geboren op 1 februari

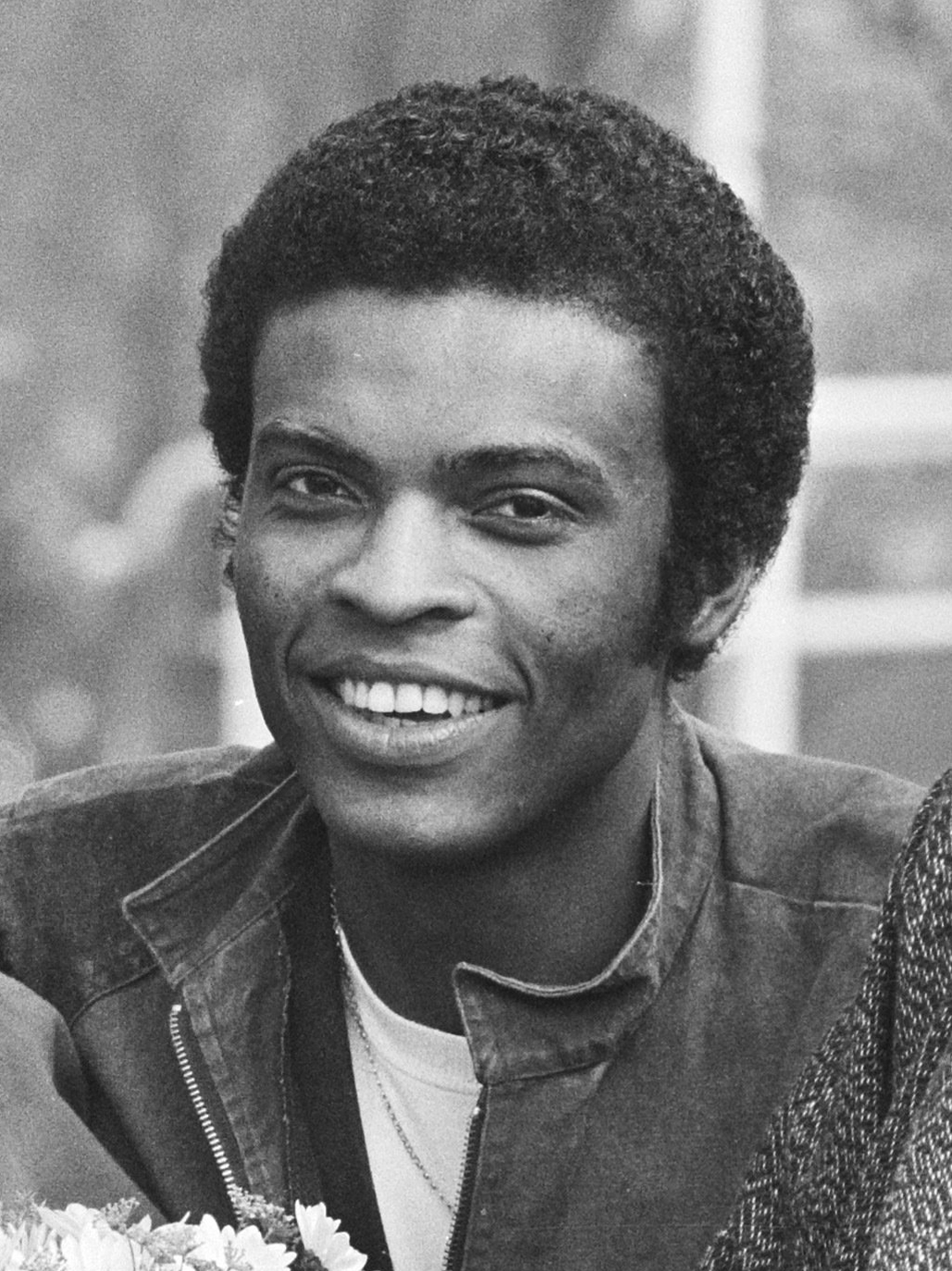
Humphrey Campbell,
geboren op 26 februari

- 1 - Luther Blissett, Jamaicaans-Engels voetballer
- 1 - Søren Lerby, Deens voetballer
- 1 - Bernard Schnieders, Nederlands motorcoureur (overleden 2005)
- 2 - Franke Sloothaak, Duits-Nederlands springruiter
- 2 - Willem van Zadelhoff, Nederlands schrijver en dichter
- 3 - Klaus Berggreen, Deens voetballer
- 4 - Werner Schwab, Oostenrijks toneelschrijver (overleden 1994)
- 7 - Giuseppe Baresi, Italiaans voetballer en voetbalcoach
- 7 - Jan Anthonie Bruijn, Nederlands hoogleraar en politicus; voorzitter van de Eerste Kamer
- 7 - Rita Thijs, Belgisch atlete
- 8 - Pedro Acharon jr., Filipijns politicus
- 8 - Christina Brehmer, Duits atlete
- 9 - Sandy Lyle, Schots golfer
- 9 - Cyrille Regis, Engels voetballer (overleden 2018)
- 10 - Kim Andersen, Deens wielrenner
- 12 - Mary Chapin Carpenter, Amerikaans singer-songwriter en countryzangeres
- 14 - Smbat Lpoetjan, Armeens schaker
- 16 - Andrij Bal, Sovjet-Oekraïens voetballer en trainer (overleden 2014)
- 16 - Ice-T, Amerikaans rapper en acteur
- 16 - Anil Ramdas, Surinaams-Nederlands schrijver, journalist en programmamaker (overleden 2012)
- 18 - Det de Beus, Nederlands hockeyster (overleden 2013)
- 18 - Louise Ritter, Amerikaans atlete
- 19 - Helen Fielding, Brits schrijfster
- 20 - Leroy Jones, Amerikaans jazztrompettist, zanger en componist
- 20 - Han Noten, Nederlands politicus
- 21 - Denise Dowse, Amerikaans actrice (overleden 2022)
- 22 - Herman Loonstein, Nederlands advocaat
- 22 - Kais Saied,  Tunesisch jurist en politicus; president sinds 2019
- 25 - Lady Aïda (Aïda Spaninks), Nederlands dj (overleden 2021)
- 25 - Peter Drost, Nederlands zwemmer
- 25 - Laurent Schonckert, Luxemburgs voetballer
- 26 - Humphrey Campbell, Surinaams-Nederlands zanger (overleden 2024)
- 26 - Tim Kaine, Amerikaans Democratisch politicus
- 27 - Luc Deflo, Vlaams (thriller)schrijver (overleden 2018)
- 27 - Hugo de León, Uruguayaans voetballer
- 27 - John Metgod, Nederlands voetballer
- 27 - Albert Ramdin, Surinaams diplomaat
- 28 - Wilma Nanninga, Nederlands journaliste en televisiepresentatrice
- 28 - Marina Wilke, Oost-Duits stuurvrouw bij het roeien

### maart
- 2 - Ian Woosnam, Welsh golfer

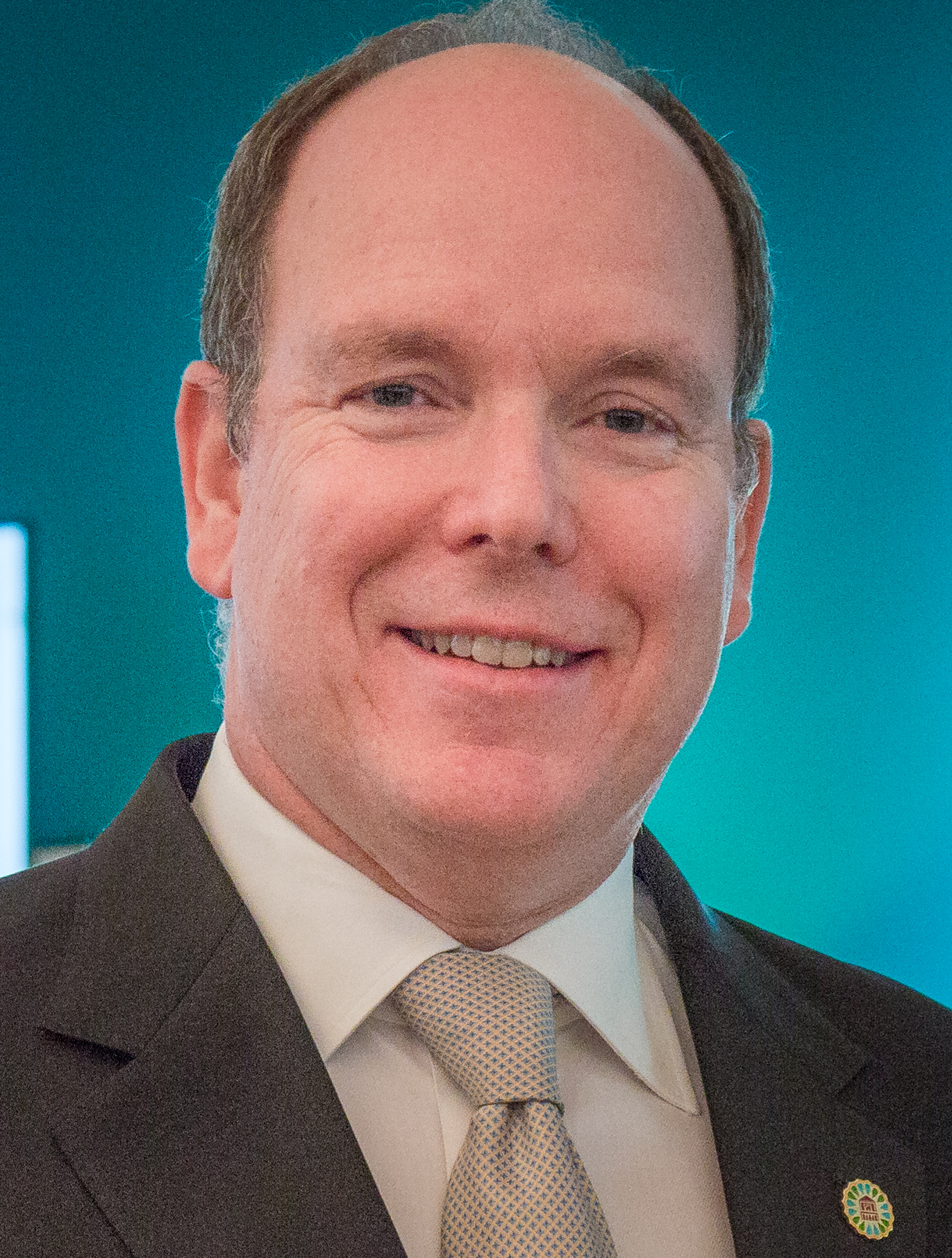
Albert II van Monaco,
geboren op 14 maart

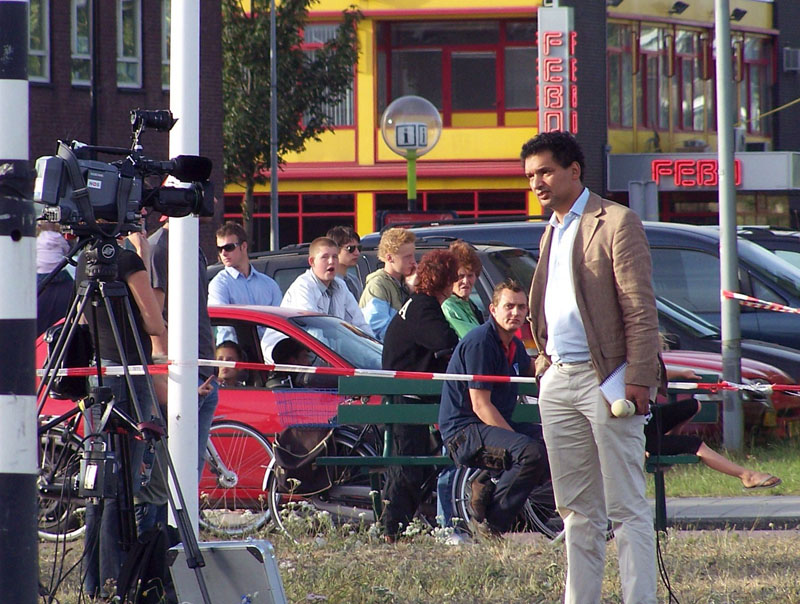
Gerri Eickhof,
geboren op 21 maart

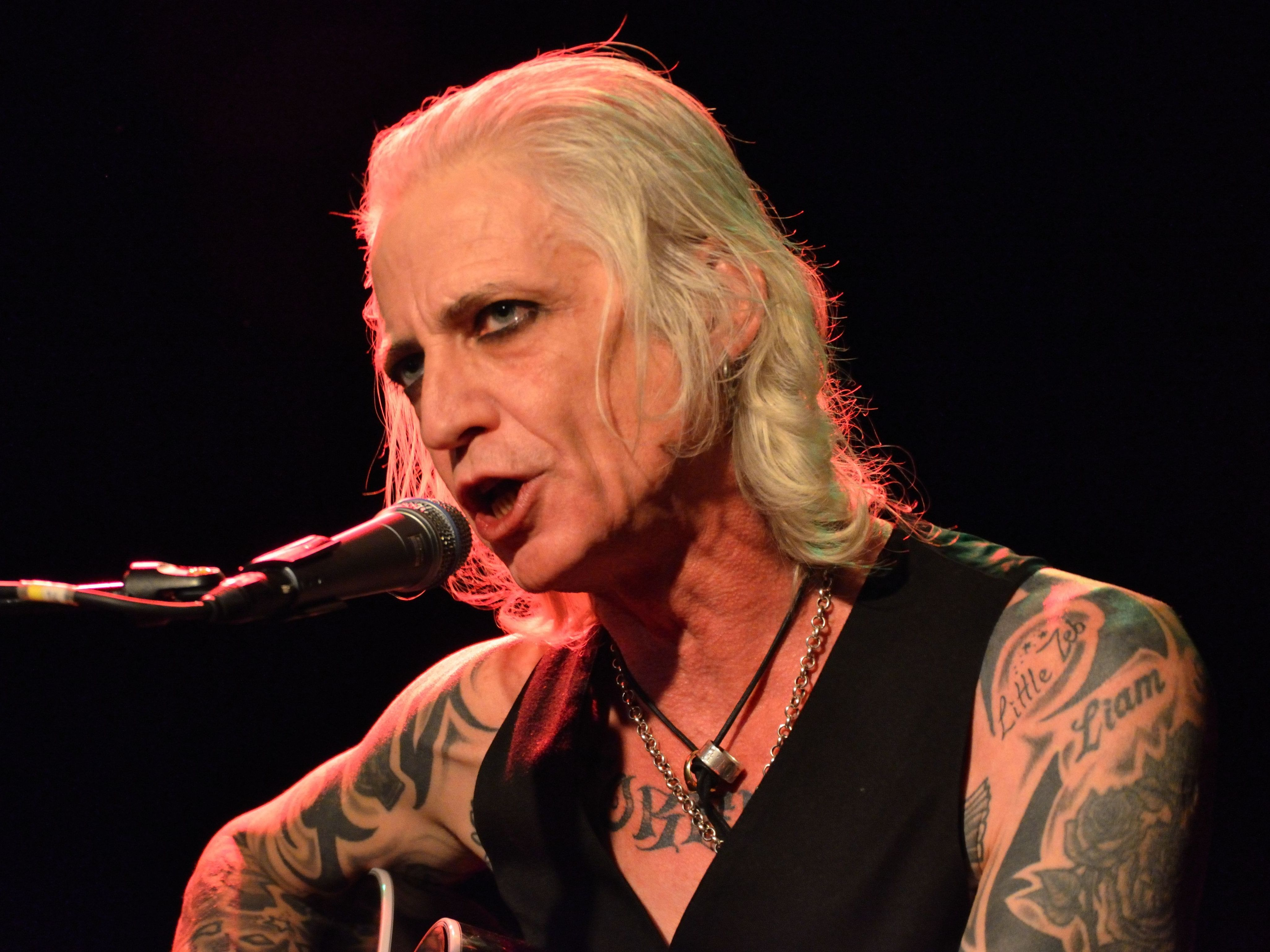
Tim Scott McConnell,
geboren op 25 maart

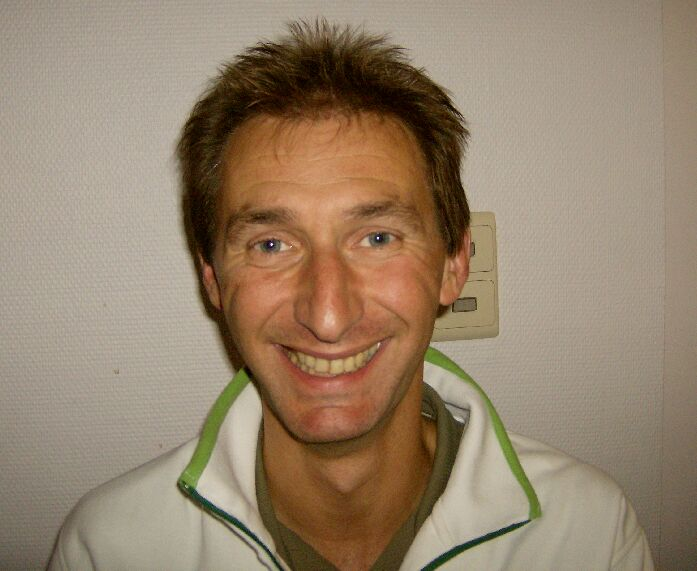
Ben Rottiers,
geboren op 29 maart

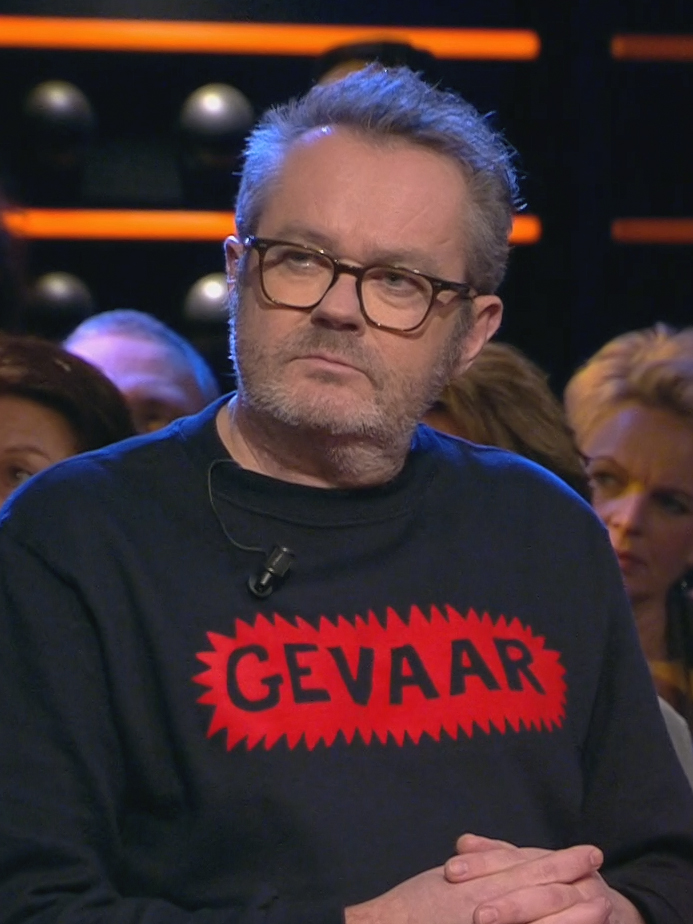
George van Houts,
geboren op 30 maart

- 3 - Bob Bradley, Amerikaans voetbalcoach
- 3 - Miranda Richardson, Brits actrice
- 3 - Theo Verbruggen, Nederlands tv-journalist
- 4 - Wouly de Bie, Nederlands waterpoloër
- 4 - Frank Kazenbroot, Nederlands theoloog en norbertijn
- 4 - Melis van de Groep, Nederlands politicus
- 4 - O.C. Hooymeijer, Nederlands beeldend kunstenaar
- 5 - Volodymyr Bezsonov, Oekraïens voetballer en trainer
- 5 - Andy Gibb, Brits-Australisch popzanger (overleden 1988)
- 6 - Andre in het Veld, Nederlands zwemmer
- 7 - Rik Mayall, Brits acteur en komiek (overleden 2014)
- 10 - Sharon Stone, Amerikaans filmactrice en homoactiviste
- 10 - Peter de Wit, Nederlands striptekenaar
- 12 - Phil Anderson, Australisch wielrenner
- 12 - Baciro Dabo, Guinee-Bissaus politicus en presidentskandidaat (overleden 2009)
- 13 - Ján Kocian, Slowaaks voetballer en voetbalcoach
- 14 - Prins Albert van Monaco
- 14 - Eric Blom, Nederlands televisieregisseur
- 16 - Anatoli Medennikov, Russisch schaatser
- 16 - Amaro Nadal, Uruguayaans voetballer
- 17 - José Manuel Abascal, Spaans atleet
- 17 - Piet den Boer, Nederlands voetballer
- 18 - Henry Lee Jr., Hongkongs autocoureur
- 19 - Duco Sickinghe, Nederlands bestuurder en ondernemer
- 20 - Johan Brink, Zweeds atleet
- 20 - Holly Hunter, Amerikaans actrice
- 21 - Gerri Eickhof, Nederlands tv-journalist
- 21 - Marlies Göhr, Oost-Duits atlete
- 21 - Gary Oldman, Brits acteur en filmmaker
- 22 - Astrid Joosten, Nederlands televisiepresentatrice
- 23 - Dirk Stahmann, Oost-Duits voetballer
- 23 - Ton Strien, Nederlands ambtenaar en politicus
- 24 - Roland Koch, Duits politicus
- 24 - Ewoud Sanders, Nederlands taalhistoricus en journalist
- 25 - Tim Scott McConnell, Amerikaans-Noors singer-songwriter en gitarist
- 25 - Etienne De Wilde, Belgisch wielrenner
- 26 - Elio De Angelis, Italiaans autocoureur (overleden 1986)
- 26 - Alar Karis, Estisch politicus; president van Estland sinds 2021
- 27 - Marion Lutke, Nederlands televisiepresentatrice, lifecoach en trainer
- 27 - René Roemersma, Nederlands anti-apartheidsactivist (overleden 2021)
- 28 - Volodymyr Fink, Sovjet-Oekraïens voetballer (overleden 2005)
- 28 - Heinz Hermann, Zwitsers voetballer
- 28 - Jos Lammertink, Nederlands wielrenner (overleden 2024)
- 28 - Håkan Lindquist, Zweeds schrijver (overleden 2022)
- 28 - Ivan Messelis, Belgisch veldrijder
- 29 - Ben Rottiers, Vlaams acteur (Pol in F.C. De Kampioenen)
- 30 - George van Houts, Nederlands acteur en cabaretier
- 30 - Maria Peters, Nederlands filmregisseur
- 31 - Tony Cox, Amerikaans acteur
- 31 - Rik Hoogendoorn, Nederlands acteur
- 31 - Liesbeth van Tongeren, Nederlands bestuurder en politica

### april
- 1 - Tita, Braziliaans voetballer

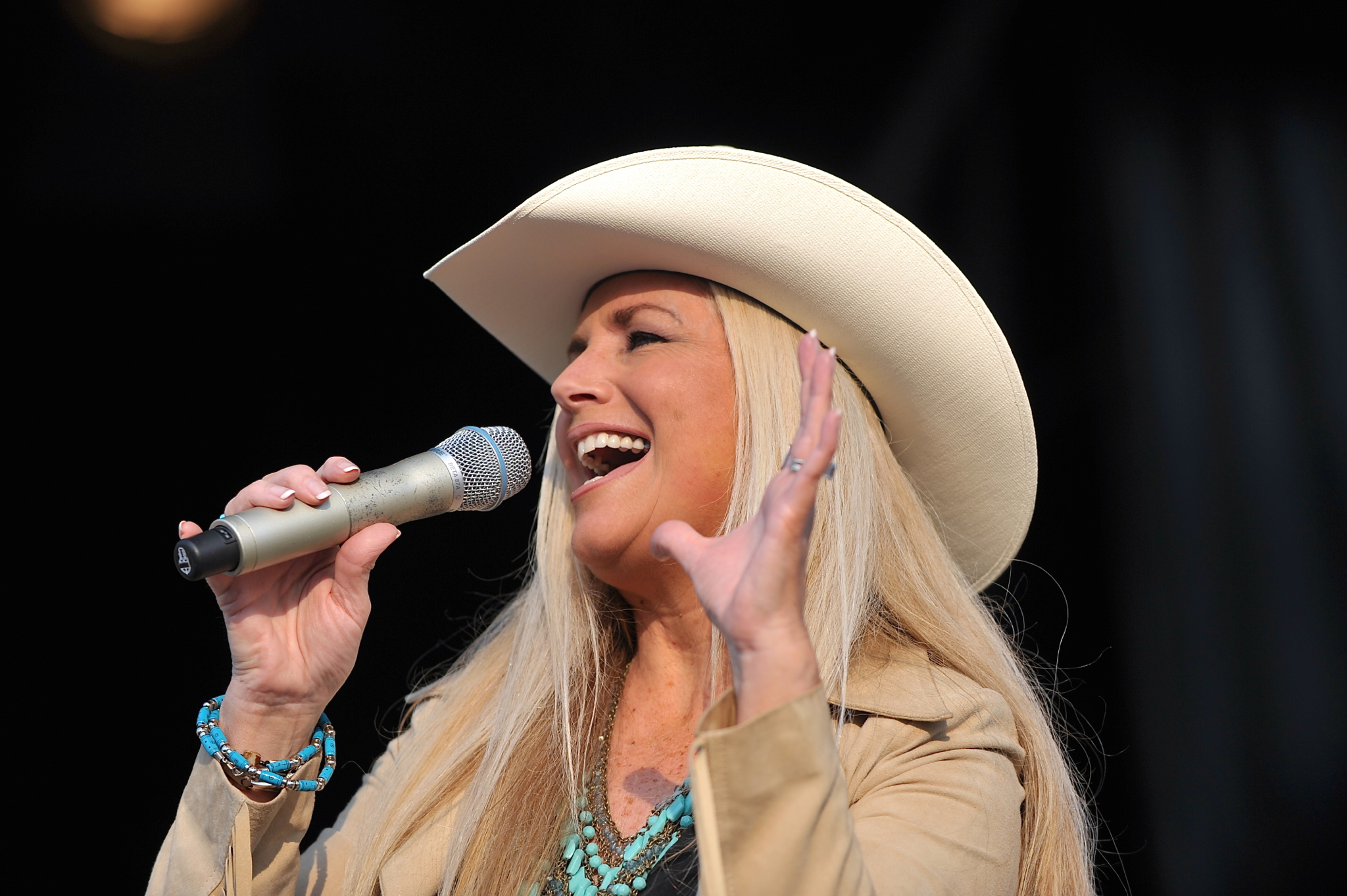
Julie Forsyth,
geboren op 4 april

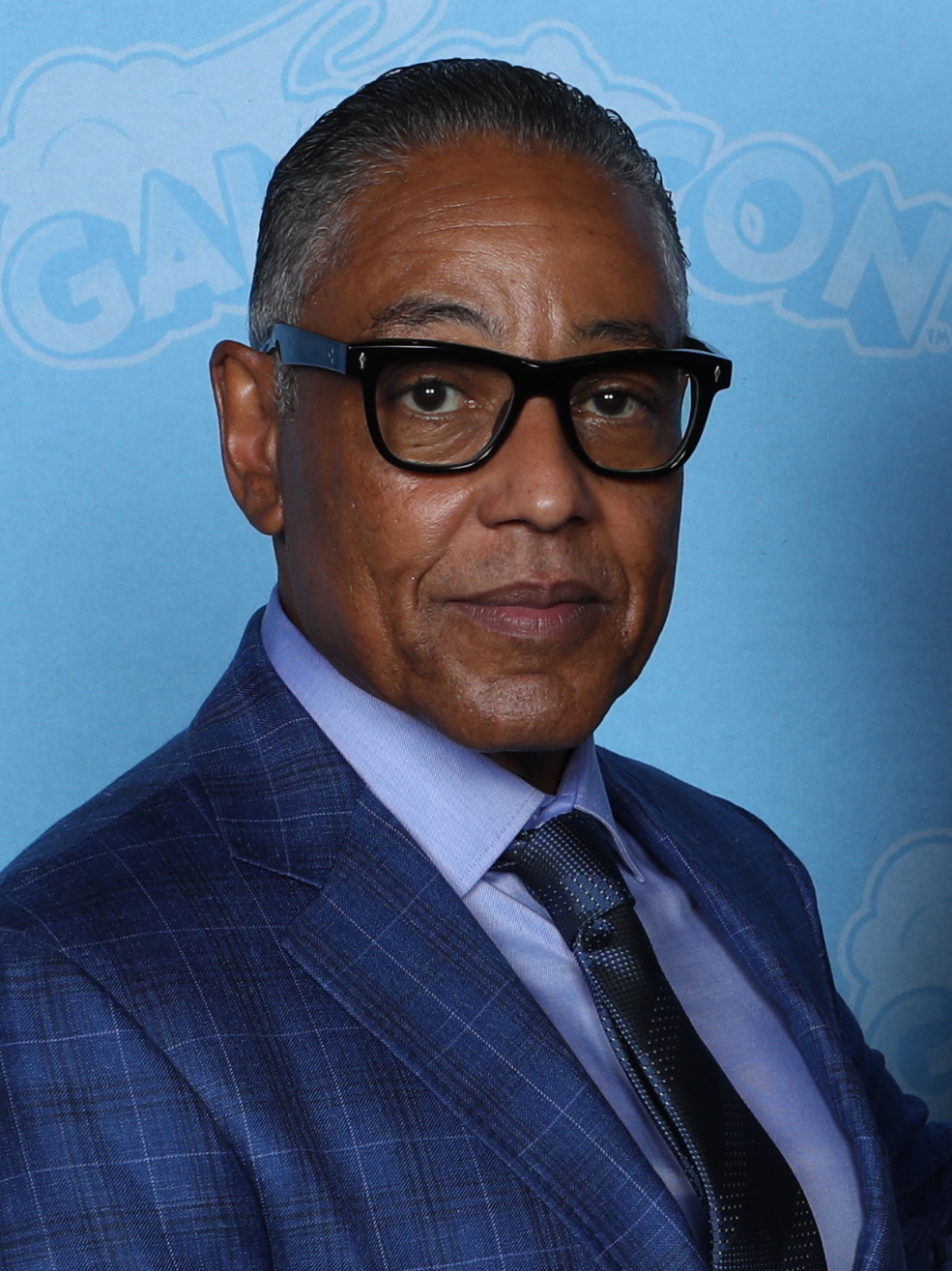
Giancarlo Esposito,
geboren op 26 april

- 1 - Tom van 't Hek, Nederlands radiopresentator, hockeyer en hockeybondscoach
- 2 - Wilson Armas, Ecuadoraans voetballer
- 3 - Alec Baldwin, Amerikaans filmacteur
- 3 - Paulinho, Braziliaans voetballer
- 3 - Jan Troost, Nederlands activist (overleden 2023)
- 3 - Francesca Woodman, Amerikaans fotografe (overleden 1981)
- 4 - Julie Forsyth, Brits zangeres (Grant & Forsyth)
- 4 - Greg Foster, Amerikaans atleet (overleden 2023)
- 4 - John Toro Rendón, Colombiaans voetbalscheidsrechter
- 4 - Klaas van Urk, Nederlands schrijver en amateur-historicus
- 5 - Lasantha Wickramatunga, Sri Lankaans journalist (overleden 2009)
- 6 - Peter Mitchell, Engels golfer
- 7 - Gerda De Preter, Belgisch kinderboekenauteur
- 7 - Birgit Schrowange, Duits televisiepresentatrice
- 8 - Maarten Ducrot, Nederlands wielrenner en televisiecommentator
- 11 - Marleen Merckx, Vlaams actrice
- 11 - Georgi Slavkov, Bulgaars voetballer (overleden 2014)
- 12 - Roland Dalhäuser, Zwitsers atleet
- 13 - Irene Hendriks, Nederlands hockeyster
- 14 - Hilde Van Mieghem, Vlaams actrice en regisseuse
- 15 - Mariam Doumbia, Malinees zangeres
- 15 - Alina Kiers, Nederlands cabaretière, zangeres en actrice
- 15 - Benjamin Zephaniah, Brits dichter, schrijver en acteur (overleden 2023)
- 18 - Michael Abspoel, Nederlands programmamaker en presentator
- 20 - Galip Tekin, Turks striptekenaar (overleden 2017)
- 21 - Andie MacDowell, Amerikaans actrice
- 22 - Jorge Aravena, Chileens voetballer en voetbalcoach
- 22 - Wout Holverda, Nederlands voetballer (overleden 2021)
- 22 - Cor Lambregts, Nederlands atleet
- 23 - Ben van Beurden, Nederlands bestuurder
- 25 - Fish, Brits zanger
- 25 - Harm-Ydo Hilberdink, Nederlands regisseur
- 25 - Jan Nederburgh, Nederlands voetbaldoelman
- 25 - Luis Guillermo Solís, Costa Ricaans politicus
- 25 - Sergej Tarakanov, (Sovjet-)Russisch basketballer
- 26 - Johnny Dumfries, Brits autocoureur; Schots edelman (overleden 2021)
- 26 - Giancarlo Esposito, Amerikaans acteur, filmproducent en filmregisseur
- 26 - Margriet Vroomans, Nederlands nieuwspresentatrice
- 27 - Bert Meulendijk, Nederlands gitarist
- 27 - Marc Mijlemans, Vlaams journalist (Humo) (overleden in 1987)
- 29 - Michelle Pfeiffer, Amerikaans actrice

### mei

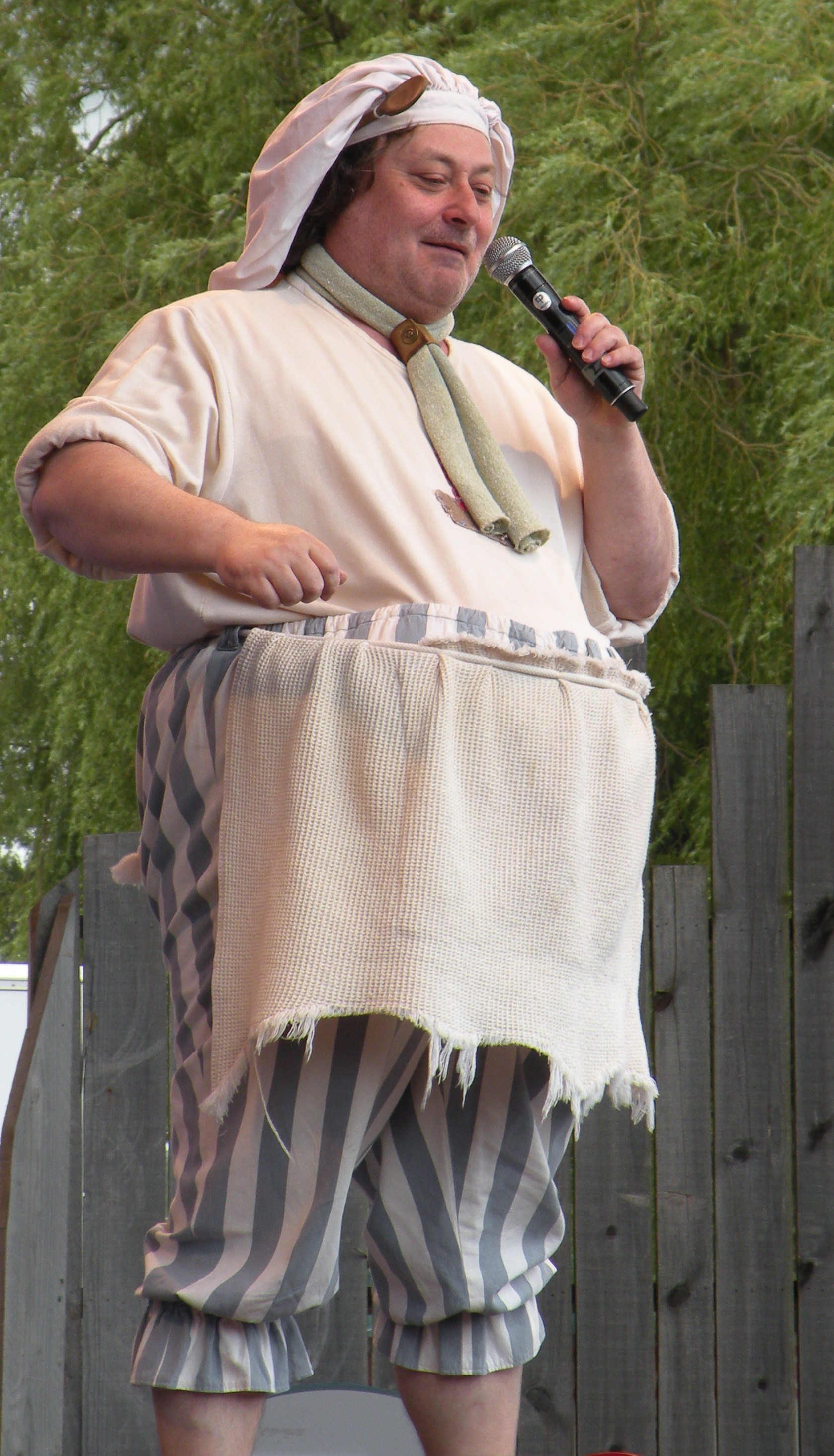
Dirk Bosschaert,
geboren op 1 mei

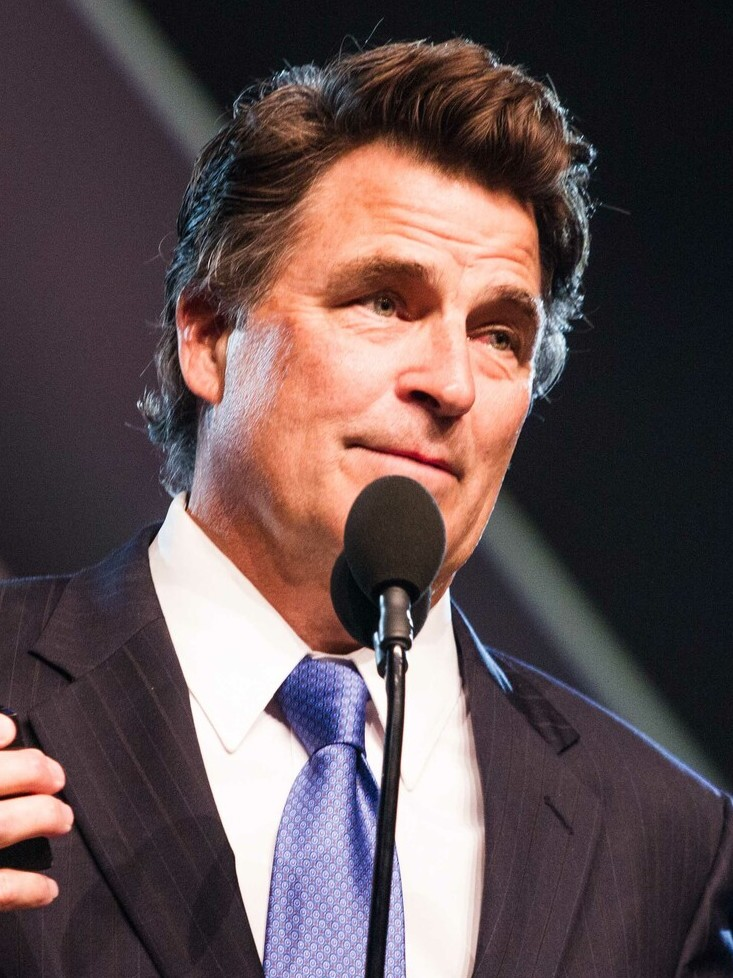
Ted McGinley,
geboren op 30 mei

- 1 - Dirk Bosschaert, Vlaams acteur en regisseur
- 2 - Luc Colyn, Belgisch wielrenner
- 2 - Giuseppe Dossena, Italiaans voetballer en voetbalcoach
- 2 - Ingrid Pira, Belgisch politica
- 3 - Hansje Bunschoten, Nederlands zwemster en televisiepresentatrice (overleden 2017)
- 4 - Keith Haring, Amerikaans schilder en kunstenaar (overleden in 1990)
- 5 - Serse Cosmi, Italiaans voetbaltrainer
- 5 - Anthony Doyle, Brits wielrenner (overleden 2023)
- 8 - Roddy Doyle, Iers schrijver
- 8 - Simone Kleinsma, Nederlands actrice, musicalster en zangeres
- 11 - Peter Antonie, Australisch roeier
- 12 - Niko Koffeman, Nederlands politicus
- 12 - Eric Singer, Amerikaans drummer
- 13 - Marjo van Agt, Nederlands atlete
- 14 - Wilma Rusman, Nederlands atlete
- 16 - Jan Leyers, Belgisch muzikant en  televisiemaker
- 17 - Paul Di'Anno (Paul Andrews), Brits zanger (overleden 2024)
- 17 - Susan Wiggs, Amerikaans schrijfster
- 19 - Wally De Doncker, Belgisch schrijver
- 19 - Gberdao Kam, Burkinees jurist
- 22 - Rob Mutsaerts, Nederlands R.K. hulpbisschop
- 23 - Drew Carey, Amerikaans komiek
- 23 - Frank Jelinski, Duits autocoureur
- 23 - Les O'Connell, Nieuw-Zeelands roeier
- 25 - Mariët Meester, Nederlands schrijfster
- 25 - Paul Weller, Brits zanger
- 27 - Neil Finn, Nieuw-Zeelands muzikant, samen met broer Tim lid van de bands Split Enz en Crowded House
- 27 - Jesse Robredo, Filipijns politicus (overleden 2012)
- 28 - Yvette Kardolus, Nederlands floretschermster
- 28 - Barry Orton, Amerikaans professioneel worstelaar (overleden 2021)
- 29 - Annette Bening, Amerikaans actrice
- 29 - Willem Holleeder, Nederlands crimineel
- 30 - Marie Fredriksson, Zweeds zangeres (Roxette) (overleden 2019)
- 30 - Ted McGinley, Amerikaans acteur
- 30 - Adrien Morillas, Frans motorcoureur
- 31 - Roma Maffia, Amerikaans actrice

### juni

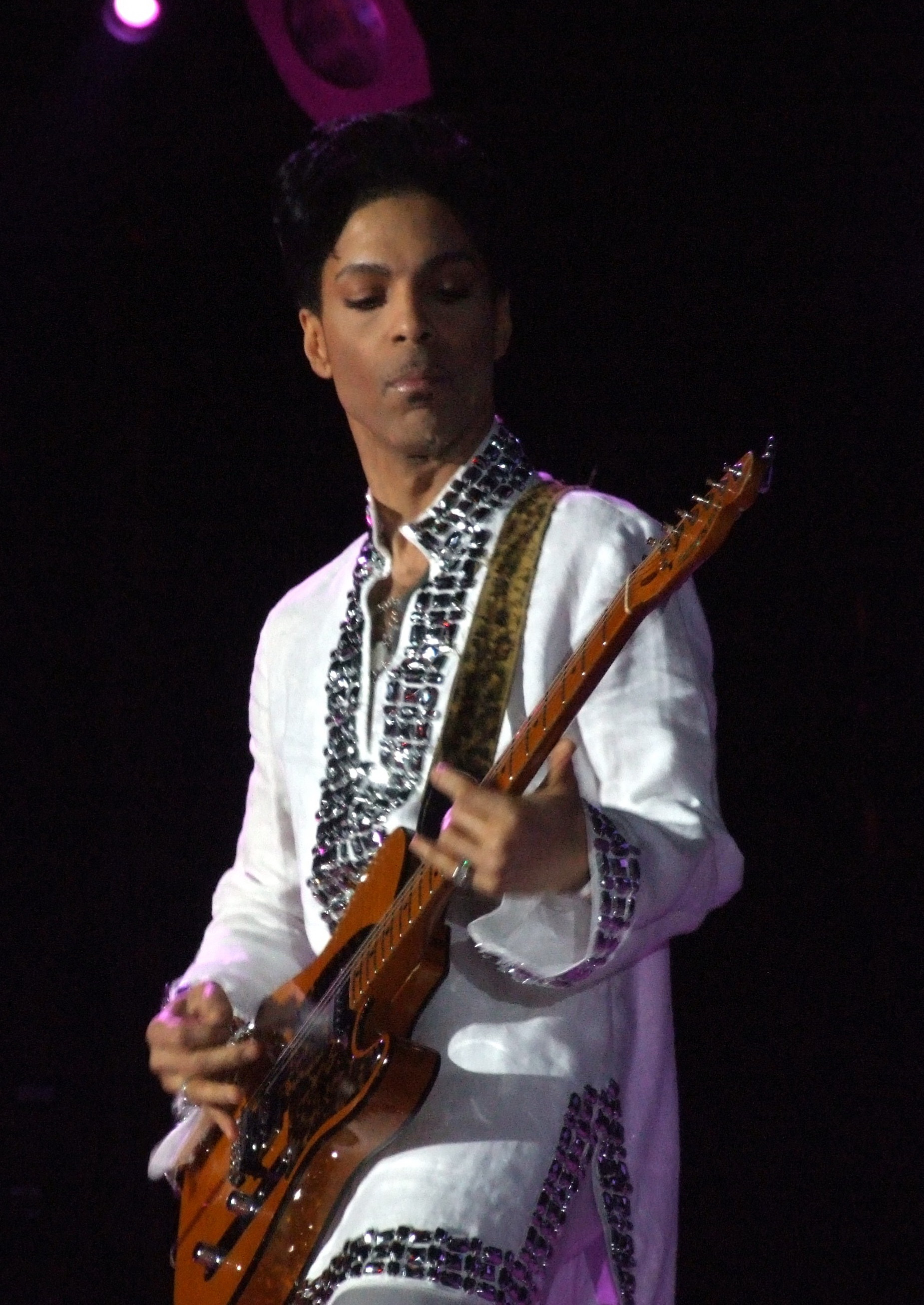
Prince,
geboren op 7 juni

- 1 - Nambaryn Enchbajar, Mongools politicus
- 1 - Jochem Fluitsma, Nederlands muziekproducent
- 1 - Rob Scholte, Nederlands kunstenaar
- 1 - Gennadi Valjoekevitsj, Sovjet-Russisch/Wit-Russisch atleet (overleden 2019)
- 2 - Hans de Booij, Nederlands zanger en liedjesschrijver
- 2 - Jo Vandeurzen, Belgisch politicus
- 5 - Graham Barber, Engels voetbalscheidsrechter
- 5 - Avigdor Lieberman, Israëlisch journalist, vakbondsbestuurder en politicus
- 7 - Mariëtte Hamer, Nederlands politica en bestuurder
- 7 - Prince, Amerikaans gitarist, zanger, artiest en componist (overleden 2016)
- 7 - Erich Übelhardt, Zwitsers mountainbiker en veldrijder
- 8 - Jakko Jakszyk, Brits gitarist
- 9 - Esmé Lammers, Nederlands filmregisseuse
- 10 - Clemens Cornielje, Nederlands politicus en Commissaris van de Koning(in) (overleden 2022)
- 10 - Nicci Gerrard, Brits thrillerschrijfster (Nicci French)
- 10 - Guy Vanhengel, Vlaams-Brussels politicus
- 10 - Mario van Vlimmeren, Nederlands wielrenner
- 11 - Nnimmo Bassey, Nigeriaans architect, dichter en milieuactivist
- 11 - Ellen Bontje, Nederlands  ruiter
- 11 - Liesbeth Koenen, Nederlands taalkundige, wetenschapsjournaliste en publiciste (overleden 2020)
- 12 - Domenico Brigaglia, Italiaans motorcoureur
- 14 - Hendrik Jan van Beek, Nederlands fotograaf
- 14 - Eric Heiden, Amerikaans schaatser en olympisch kampioen (1980)
- 14 - Mitta Van der Maat, Belgisch zangeres, regisseuse en actrice
- 14 - Roel van Oosten, Nederlands componist
- 14 - Olaf Scholz, Duits politicus (SPD); bondskanselier vanaf december 2021
- 15 - Lans Bovenberg, Nederlands econoom
- 15 - Anita Groener, Nederlands beeldend kunstenares
- 16 - Marcel Schmidt, Nederlands drummer
- 18 - Peter Altmaier, Duits politicus
- 20 - André van Duren, Nederlands regisseur
- 20 - Leontien Kompier, Nederlands bestuurder en politica (PvdA)
- 20 - Draupadi Murmu, Indiaas politica; president sinds 2022
- 20 - Bette Westera, Nederlands kinderboekenschrijfster
- 21 - Rachel McLish, Mexicaans-Amerikaans bodybuildster
- 22 - Rodion Cămătaru, Roemeens voetballer
- 22 - Charles van Commenée, Nederlands atletiekcoach en technisch directeur NOC*NSF
- 23 - Pietro Fanna, Italiaans voetballer
- 24 - Tom Lister jr., Amerikaans acteur en professioneel worstelaar (overleden 2020)
- 25 - Oscar van Dillen, Nederlands componist en muziekpedagoog
- 26 - Liliane Meganck, Belgisch atlete
- 27 - Magnus Lindberg, Fins componist
- 28 - Ingrid Delagrange, Belgisch atlete
- 29 - Dieter Althaus, Duits politicus
- 29 - Klaus Kröppelien, Oost-Duits roeier
- 29 - Rosa Mota, Portugees atlete
- 29 - Ralf Rangnick, Duits voetballer en voetbalcoach
- 30 - Carl Ridders, Nederlands-Vlaams acteur (overleden 2008)
- 30 - Adelheid Roosen, Nederlands actrice

### juli

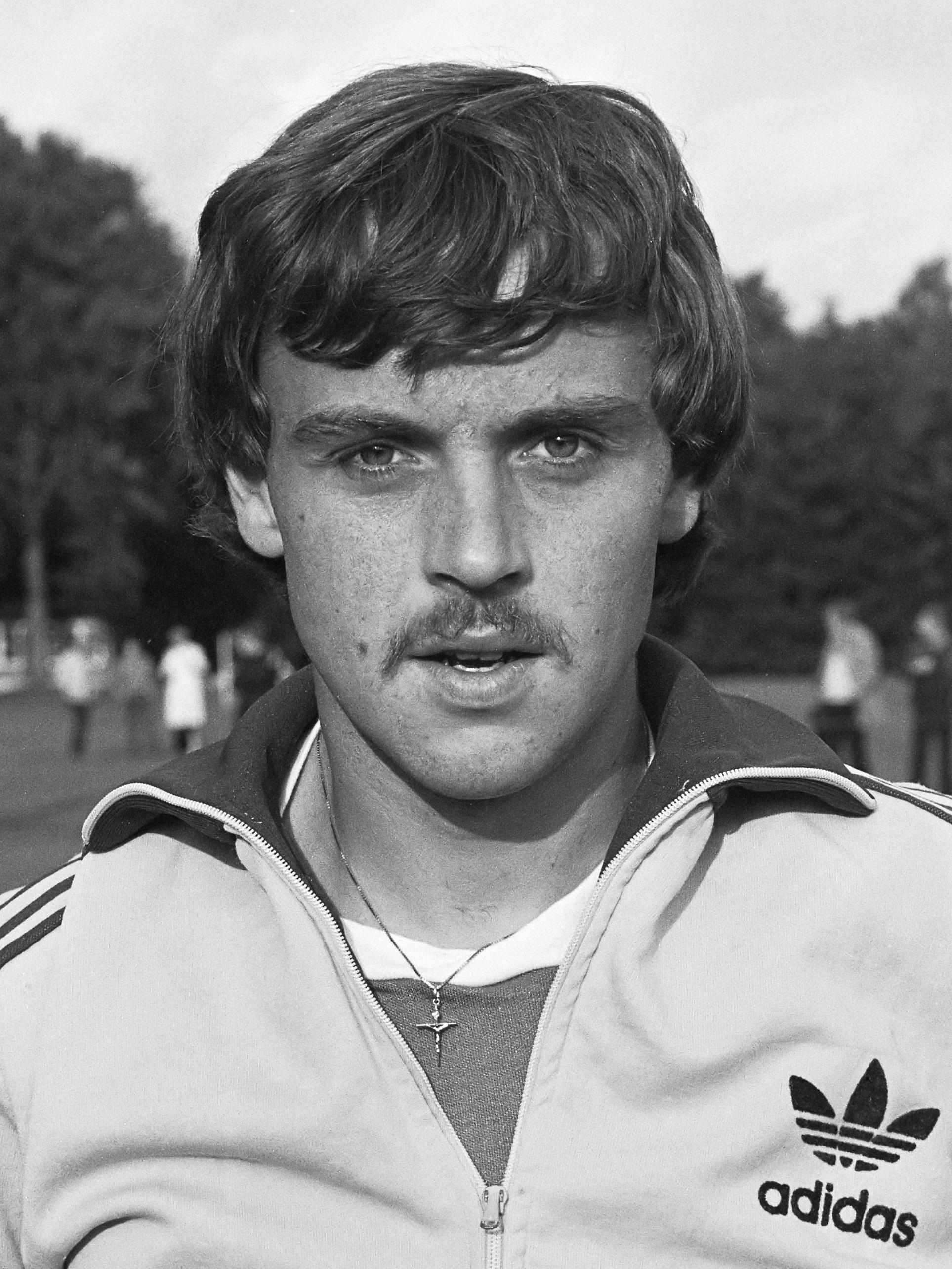
Pier Tol
geboren op 12 juli

- 1 - Yasmin Ahmad, Maleisisch regisseur, scenarioschrijfster, producer en actrice (overleden 2009)
- 1 - F. Starik, Nederlands fotograaf, dichter en zanger (overleden 2018)
- 2 - Jos Compaan, Nederlands roeister (overleden 2020)
- 4 - Everard de Jong, Nederlands hulpbisschop van Roermond
- 6 - Jennifer Saunders, Brits comédienne (o.a. Absolutely Fabulous)
- 8 - Kevin Bacon, Amerikaans acteur
- 8 - Tzipi Livni, Israëlisch politica (Kadima)
- 8 - Neetu Singh  Indiaas actrice
- 10 - Béla Fleck, Amerikaans muzikant
- 10 - Gio Lippens, Nederlands sportverslaggever
- 11 - Hein van der Heijden, Nederlands acteur
- 11 - Hugo Sánchez, Mexicaans voetballer en voetbaltrainer
- 12 - Litsa Spathi, Grieks kunstenares
- 12 - Pier Tol, Nederlands voetballer
- 13 - Roger L. Jackson, Amerikaans stemacteur
- 14 - José Luis Russo, Uruguayaans voetballer
- 16 - Juan Ponce Enrile jr., Filipijns politicus
- 16 - Michael Flatley, Iers danser, choreograaf en producer
- 18 - Margo Vliegenthart, Nederlands politica en bestuurder
- 19 - Kazushi Kimura, Japans voetballer
- 19 - Rik Launspach, Nederlands acteur en schrijver
- 20 - Zoran Kalinić, Servisch tafeltennisser
- 22 - Christopher Dean, Brits kunstschaatser
- 22 - Jaime Pacheco, Portugees voetballer en voetbalcoach
- 22 - David Von Erich, Amerikaans professioneel worstelaar (overleden 1984)
- 23 - Frank Mill, Duits voetballer (overleden 2025)
- 25 - Karlheinz Förster, Duits voetballer
- 25 - Thurston Moore, Amerikaans muzikant (Sonic Youth)
- 26 - Ramona Neubert, Oost-Duits atlete
- 27 - Barbara Rudnik, Duits actrice (overleden 2009)
- 30 - Kate Bush, Brits zangeres
- 30 - Daley Thompson, Brits atleet

### augustus

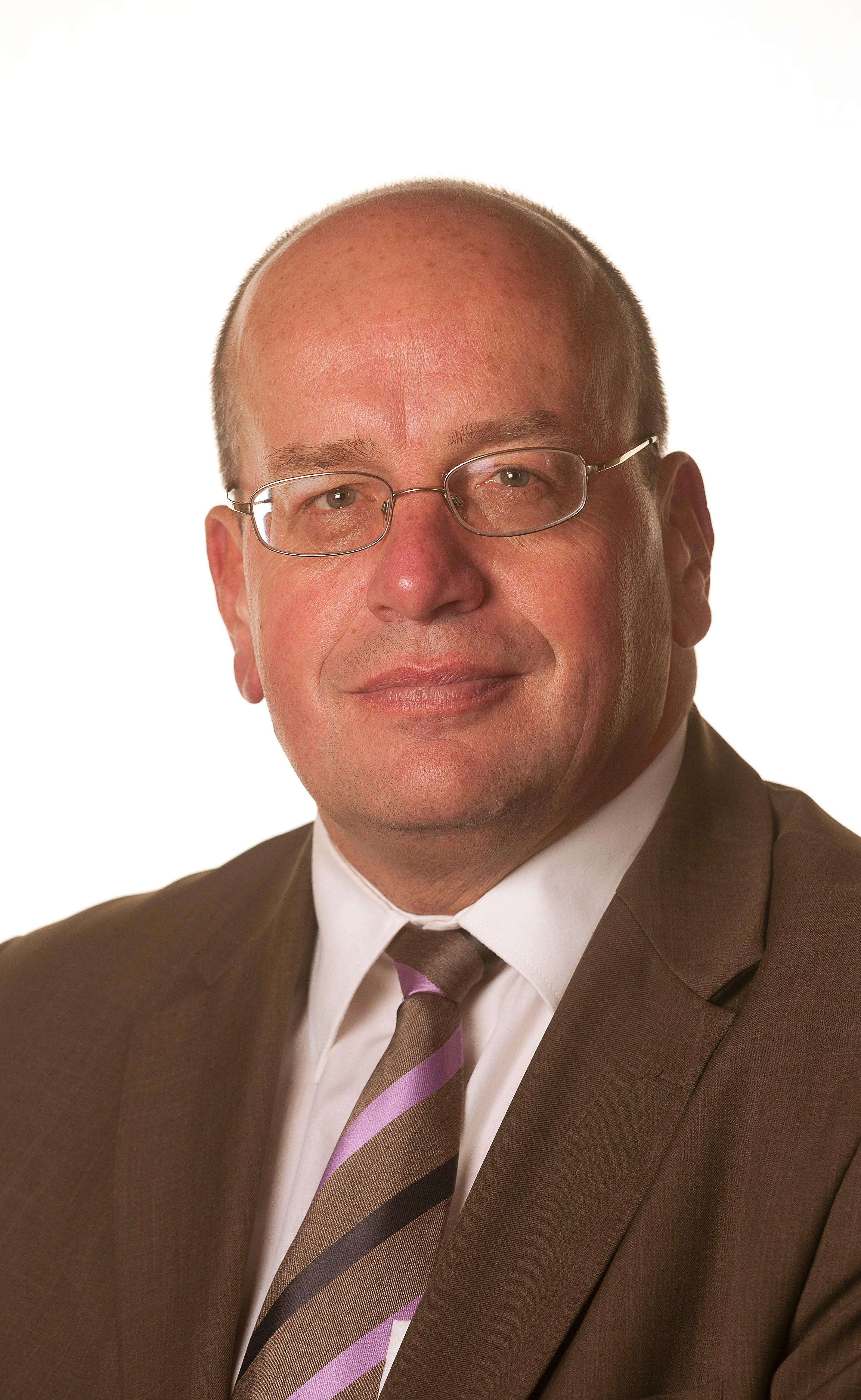
Fred Teeven,
geboren op 5 augustus

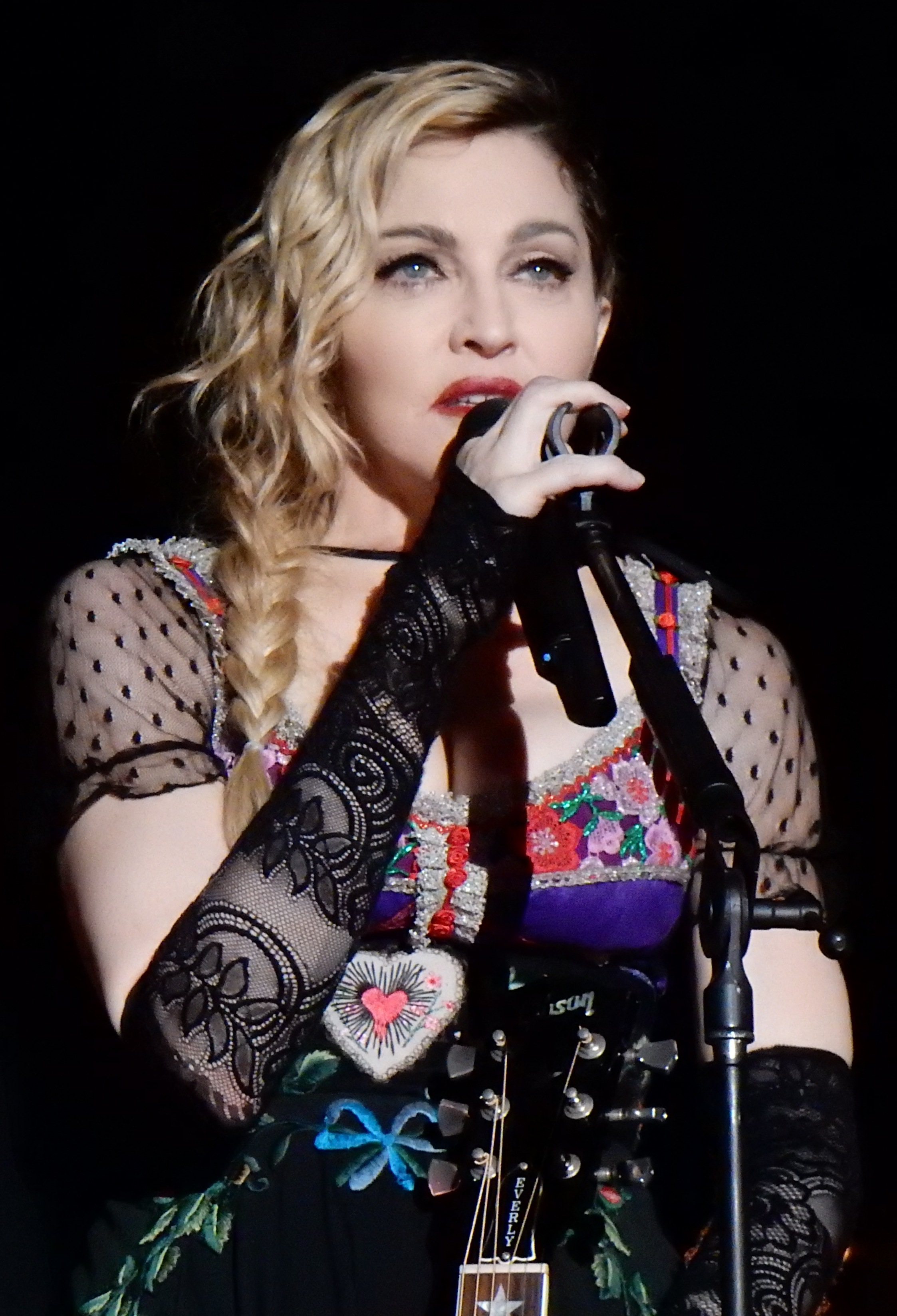
Madonna,
geboren op 16 augustus

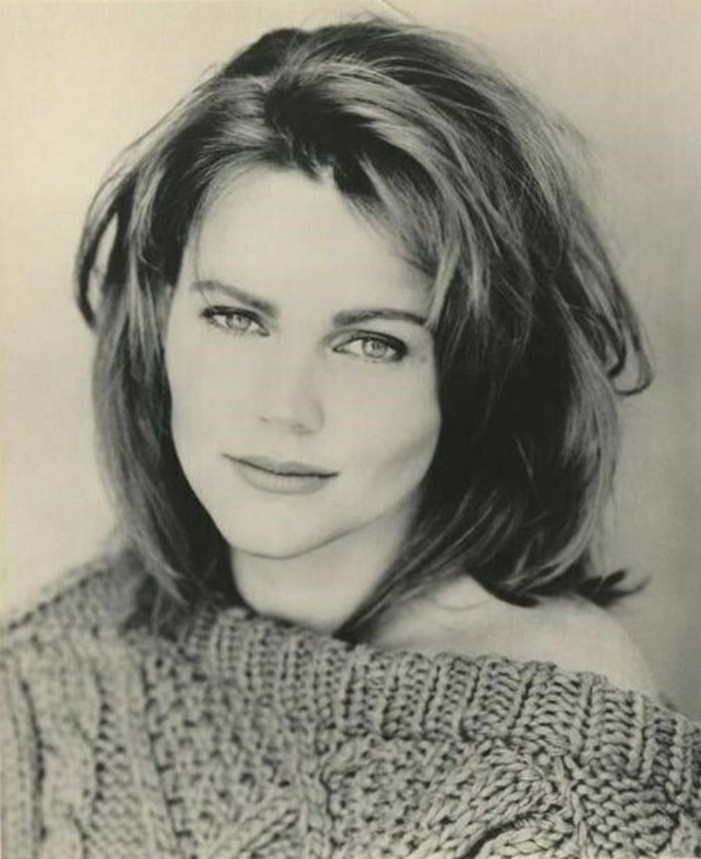
Belinda Carlisle
geboren op 17 augustus

- 1 - Frank Deboosere, Vlaams weerman
- 1 - Denis Fraeyman, Belgisch voetballer en voetbalbestuurder (overleden 2022)
- 3 - Wim Rijken, Nederlands acteur, zanger en presentator (overleden 2022)
- 4 - Mary Decker, Amerikaans atlete
- 4 - Kym Karath, Amerikaans actrice
- 4 - Silvan Shalom, Israëlisch politicus
- 5 - Joeri Doemtsjev, Russisch atleet (overleden 2016)
- 5 - Ulla Salzgeber, Duits amazone
- 5 - Fred Teeven, Nederlands politicus en officier van justitie
- 6 - Didier Reynders, Belgisch politicus
- 7 - Bert Bakker, Nederlands politicus (D66)
- 7 - Bruce Dickinson, Brits muzikant en zanger (Iron Maiden)
- 7 - Alberto Salazar, Amerikaans atleet
- 9 - Gary Bailey, Engels voetballer
- 9 - Amanda Bearse, Amerikaans actrice
- 9 - Jean-Claude Hollerich s.j., Luxemburgs kardinaal-aartsbisschop
- 9 - Rindert Kromhout, Nederlands kinderboekenschrijver
- 11 - Ian Stuart Donaldson, Brits zanger (Skrewdriver) (overleden 1993)
- 13 - Feargal Sharkey, Brits zanger
- 13 - Ellen Verbeek, Nederlands journalist
- 14 - Pieter Jan Hagens, Nederlands televisiepresentator
- 16 - Angela Bassett, Amerikaans actrice
- 16 - Madonna, Amerikaans zangeres en actrice
- 17 - Belinda Carlisle, Amerikaans zangeres
- 18 - Peter Toonen, Nederlands schrijver
- 19 - Marijke Pinoy, Vlaams actrice
- 20 - John Ehsa, Micronesisch politicus
- 20 - Agnes Wolbert, Nederlands politica (PvdA) en bestuurder
- 21 - Joba van den Berg, Nederlands politica (CDA)
- 21 - Ellert Driessen, Nederlands musicus (Spargo), componist en producer
- 21 - Leanne van den Hoek, Nederlands eerste vrouwelijke opperofficier
- 23 - Dave Schram, Nederlands filmproducent en -regisseur
- 24 - Steve Guttenberg, Amerikaans acteur
- 25 - Gert Berg, Nederlands journalist en presentator
- 25 - Tim Burton, Amerikaans tekenaar, regisseur en producent
- 25 - Bjarte Engeset, Noors dirigent
- 27 - Kathy Hochul, Amerikaans Democratisch politica
- 27 - Tom Lanoye, Vlaams schrijver
- 29 - Michael Jackson, Amerikaans zanger en componist (overleden 2009)
- 29 - Roland Verstappen, Nederlands zanger
- 29 - Peter Voser, Zwitsers topbestuurder (Shell)
- 30 - Anna Politkovskaja, Russisch journaliste, publiciste en mensenrechtenactiviste (overleden 2006)
- 31 - Éric Zemmour, Frans journalist, essayist en politicus

### september

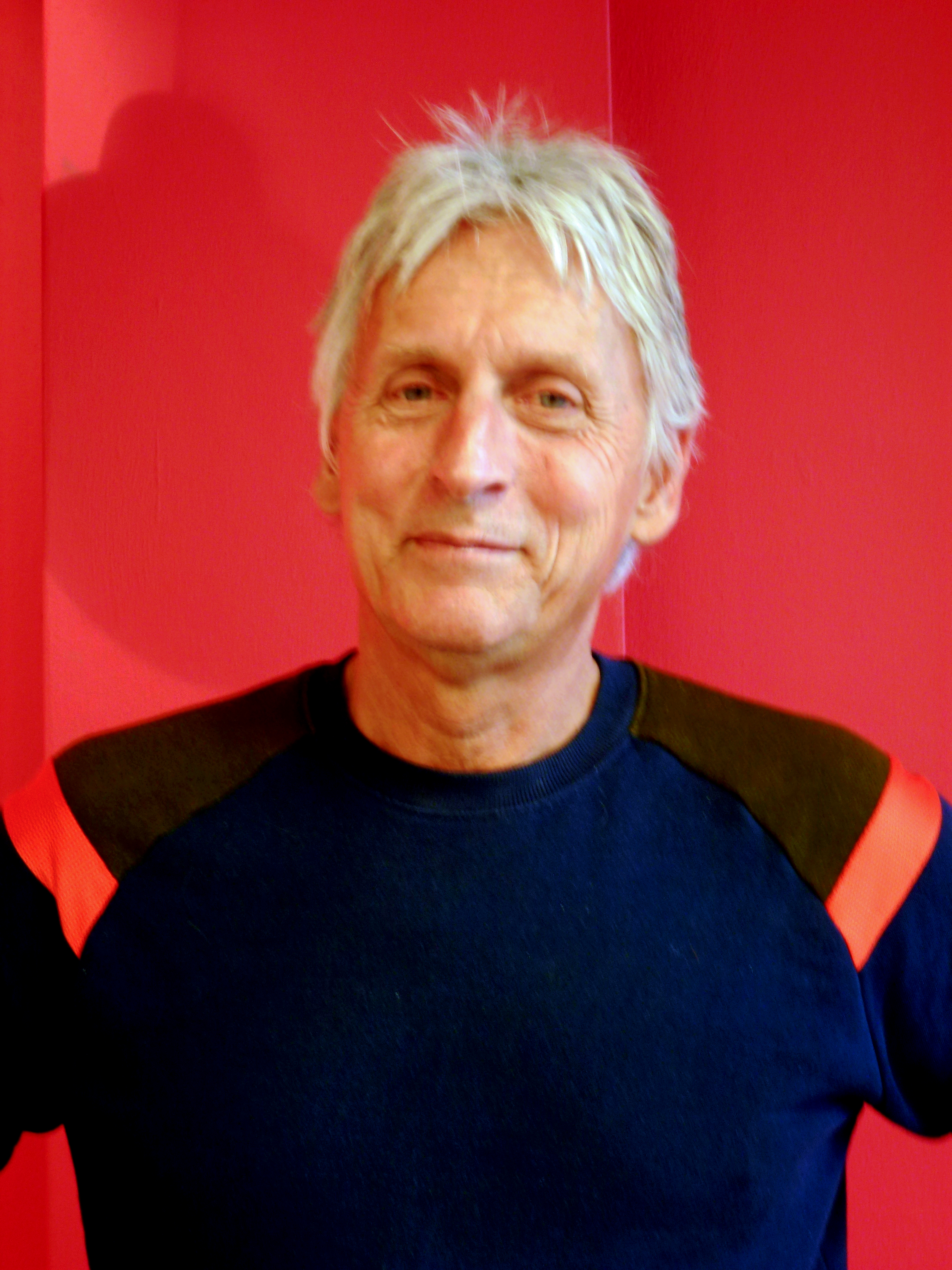
Harmen van Straaten,
geboren op 15 september

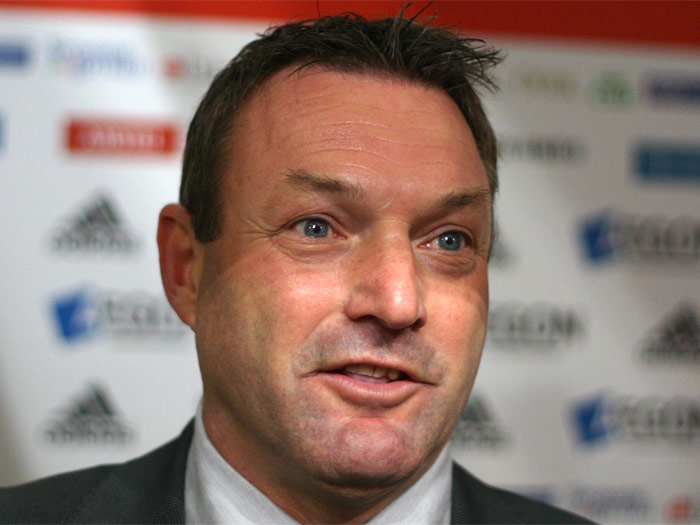
Ron Jans,
geboren op 29 september

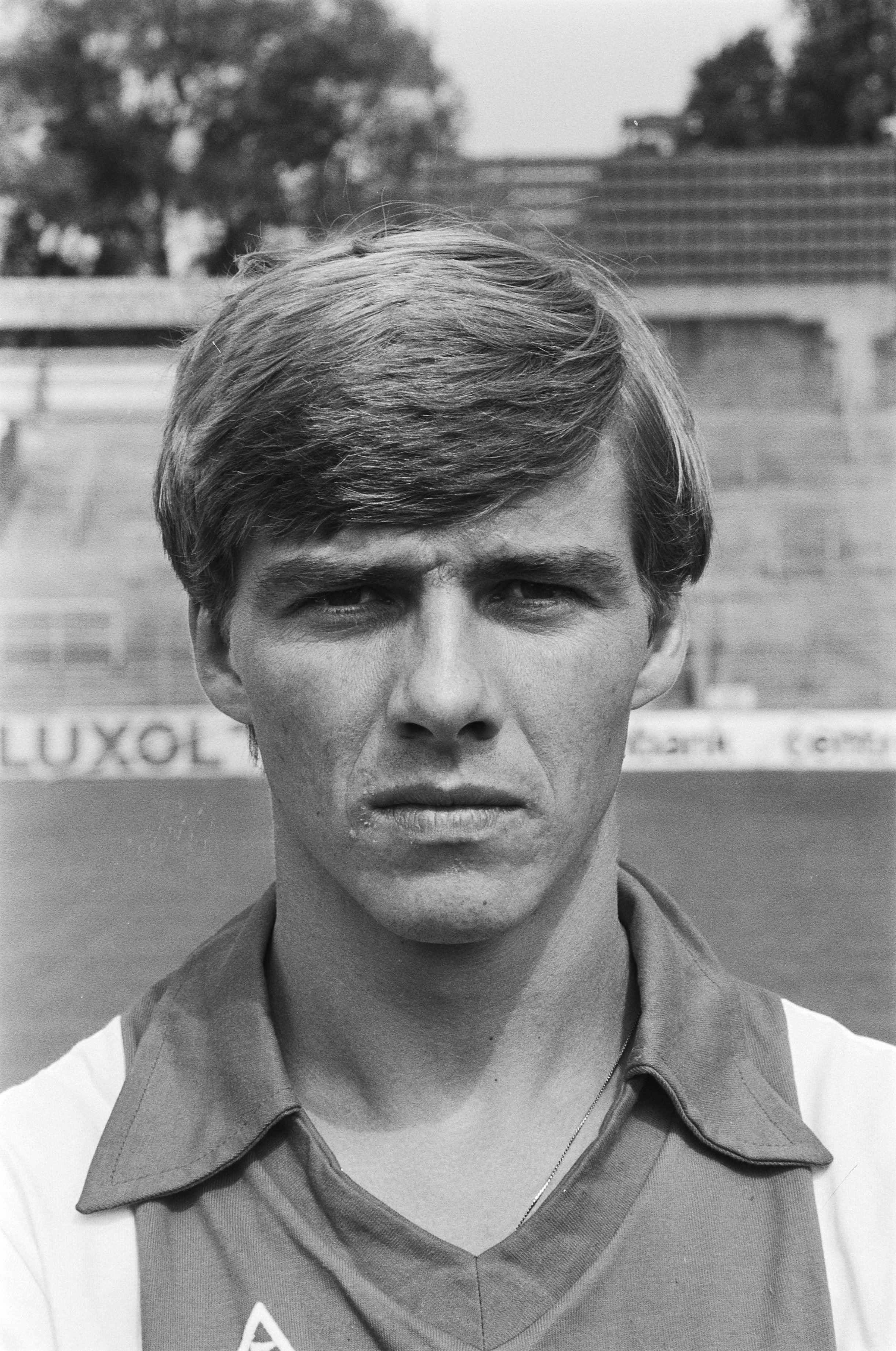
Keje Molenaar
geboren op 29 september

- 1 - Mart de Kruif, Nederlands militair
- 3 - Peter van Dalen, Nederlands ambtenaar en politicus
- 3 - Kettly Mars, Haïtiaans dichteres en schrijfster
- 5 - Caja Cazemier, Nederlands jeugdboekenschrijfster
- 5 - Ineke Gutterswijk-Luiten, Nederlands onderneemster en voetbalbestuurder
- 6 - Piero Stanco, Nederlands kinderboekenschrijver en uitgever
- 6 - Guy Tondeur, Belgisch atleet
- 7 - Nadieh, Nederlands zangeres (overleden 1996)
- 8 - Philippe Vuillemin, Frans stripauteur
- 10 - Gerty Christoffels, Vlaams presentatrice (overleden 2020)
- 11 - Adrian Ellison, Brits stuurman bij het roeien
- 11 - Marc Grosjean, Belgisch voetbaltrainer
- 11 - Rolf Koot, Nederlands film- en televisieproducent
- 11 - Scott Patterson, Amerikaans acteur en honkballer
- 12 - Mark Demesmaeker, Vlaams politicus
- 13 - Domenico Dolce, Italiaans modeontwerper (Dolce & Gabbana)
- 14 - Arlindo Cruz, Braziliaans muzikant en componist (overleden 2025)
- 14 - Allard Jolles, Nederlands architectuurcriticus en musicus (overleden 2024)
- 15 - Eric Schreurs, Nederlands striptekenaar (overleden 2020)
- 15 - Harmen van Straaten, schrijver en illustrator van kinderboeken
- 15 - Kari Virtanen, Fins voetballer en voetbalcoach
- 16 - Neville Southall, Welsh voetballer
- 16 - Jennifer Tilly, Amerikaans actrice en pokerspeler
- 16 - Willy Wilhelm, Nederlands judoka
- 17 - Piet Gerbrandy, Nederlands dichter, essayist en classicus
- 17 - Sander de Heer, Nederlands acteur en stemacteur
- 18 - Henk Elzerman, Nederlands zwemmer
- 18 - Eva van Heijningen, Nederlands actrice
- 19 - Lita Ford, Brits zangeres en gitariste
- 20 - Arn Anderson, Amerikaans worstelaar
- 20 - Melchert Kok, Nederlands atleet
- 20 - Norbert Meier, Duits voetbalcoach
- 20 - Remigius Valiulis, Sovjet-Litouws atleet (overleden 2023)
- 21 - Bert van den Braak, Nederlands parlementair historicus en hoogleraar
- 22 - Andrea Bocelli, Italiaans zanger
- 22 - Joan Jett, Amerikaanse zangeres
- 22 - Neil Cavuto, Amerikaans journalist
- 22 - Franco Forini, Zwitsers autocoureur
- 22 - Eddy Planckaert, Belgisch wielrenner
- 24 - Benedikte Hansen, Deens actrice
- 24 - Hendrik Verbrugge, Vlaams medicus en schrijver
- 26 - Kenny Sansom, Engels voetballer
- 27 - René Bom, Nederlands muziekmanager en nachtburgemeester van Den Haag (overleden 2024)
- 27 - John Fedorowicz, Amerikaans schaker
- 29 - Keje Molenaar, Nederlands voetballer en advocaat
- 29 - Ron Jans, Nederlands voetballer en voetbaltrainer
- 29 - Edwin P.C. Zonneveld, Nederlands schrijver

### oktober

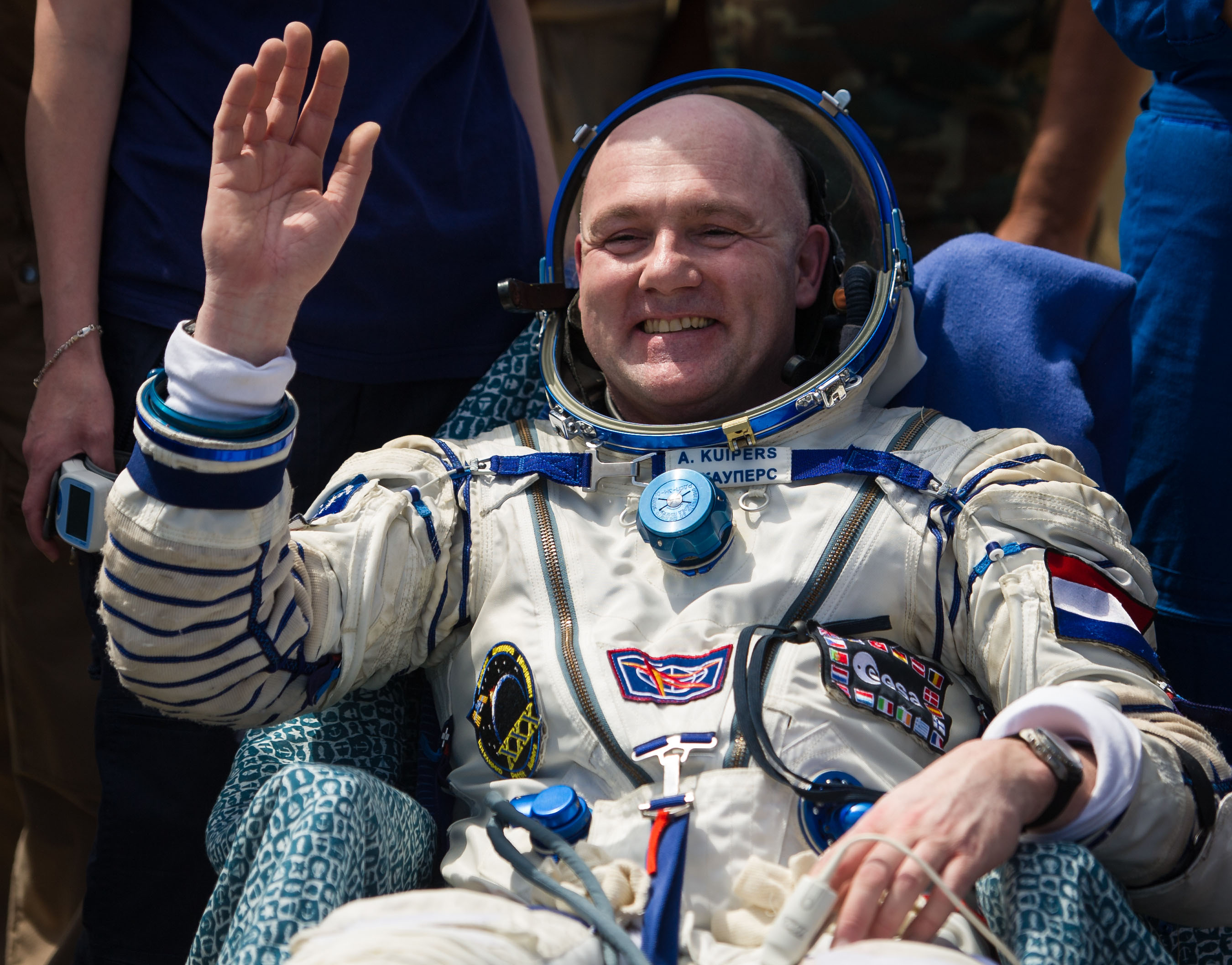
André Kuipers,
geboren op 5 oktober

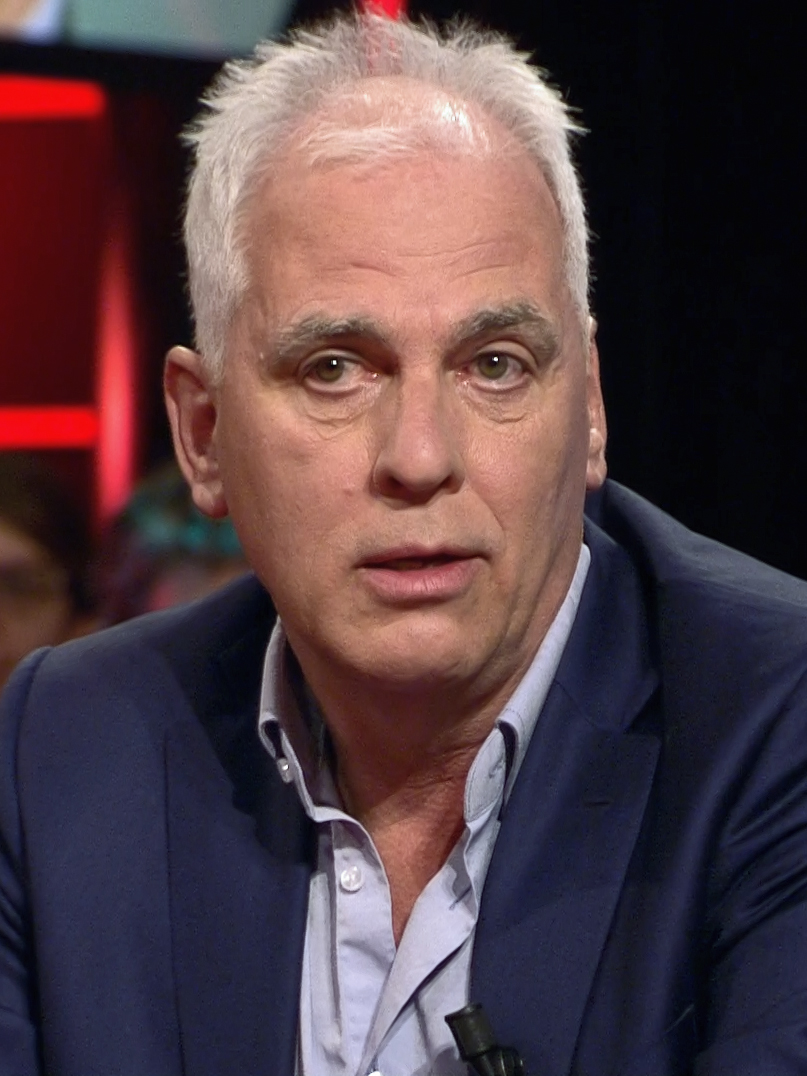
Ron Fresen,
geboren op 22 oktober

- 1 - Andre Geim, Russisch-Nederlands natuurkundige en Nobelprijswinnaar
- 1 - Bert Klaver, Nederlands presentator en omroepbestuurder
- 2 - Laurette Onkelinx, Waals politica
- 3 - Dirk Meeldijk, Nederlands volkszanger
- 5 - Regine Berg, Belgisch atlete
- 5 - Maya Eksteen, Nederlands presentatrice
- 5 - André Kuipers, Nederlands ruimtevaarder
- 5 - Robyn Ochs, Amerikaans schrijver en activist
- 8 - Ursula von der Leyen, Duits politica
- 9 - Winny de Jong, Nederlands politica (LPF)
- 10 - Tanya Tucker, Amerikaans countryzangeres
- 12 - Jo Vally, Vlaams zanger
- 13 - Maria Cantwell, Amerikaans politica
- 13 - Heleen Hage, Nederlands wielrenster
- 14 - Rinus van Blankers, Nederlands golfer
- 15 - Julie Moss, Amerikaans triatlete en atlete
- 16 - Tim Robbins, Amerikaans acteur en regisseur
- 18 - Julio Olarticoechea, Argentijns voetballer
- 20 - Scott Hall, Amerikaans professioneel worstelaar (overleden 2022)
- 20 - Mark King, Brits zanger en bassist (Level 42)
- 20 - Viggo Mortensen, Amerikaans acteur
- 21 - Herman den Blijker, Nederlands chef-kok
- 22 - Ron Fresen, Nederlands politiek correspondent
- 22 - Tomi Jalo, Fins voetballer (overleden 2009)
- 23 - Thierry van Werveke, Luxemburgs acteur (overleden 2009)
- 24 - Eddy Keur, Nederlands radio- en tv-presentator
- 24 - Bob Rusche, Nederlands radio-dj
- 24 - Mathilde Santing, Nederlands zangeres
- 25 - Kornelia Ender, Oost-Duits zwemster
- 27 - Simon le Bon, Brits zanger (Duran Duran)
- 27 - Manu Katché, Frans muzikant en songwriter
- 27 - Jonathan Shapiro (Zapiro), Zuid-Afrikaans cartoonist
- 28 - Ivo van Hove, Vlaams toneel- en operaregisseur
- 28 - Manzoor Hussain, Pakistaans hockeyer (overleden 2022)
- 29 - Stefan Dennis, Australisch acteur
- 30 - Martin Adler, Zweeds cameraman, journalist (overleden 2006)
- 30 - Olga Commandeur, Nederlands atlete en televisiepresentatrice
- 30 - François Kalist, Frans rooms-katholiek bisschop
- 30 - Bernd Niesecke, Oost-Duits roeier
- 31 - Aki Lahtinen, Fins voetballer
- 31 - Jeannie Longo, Frans wielrenster

### november

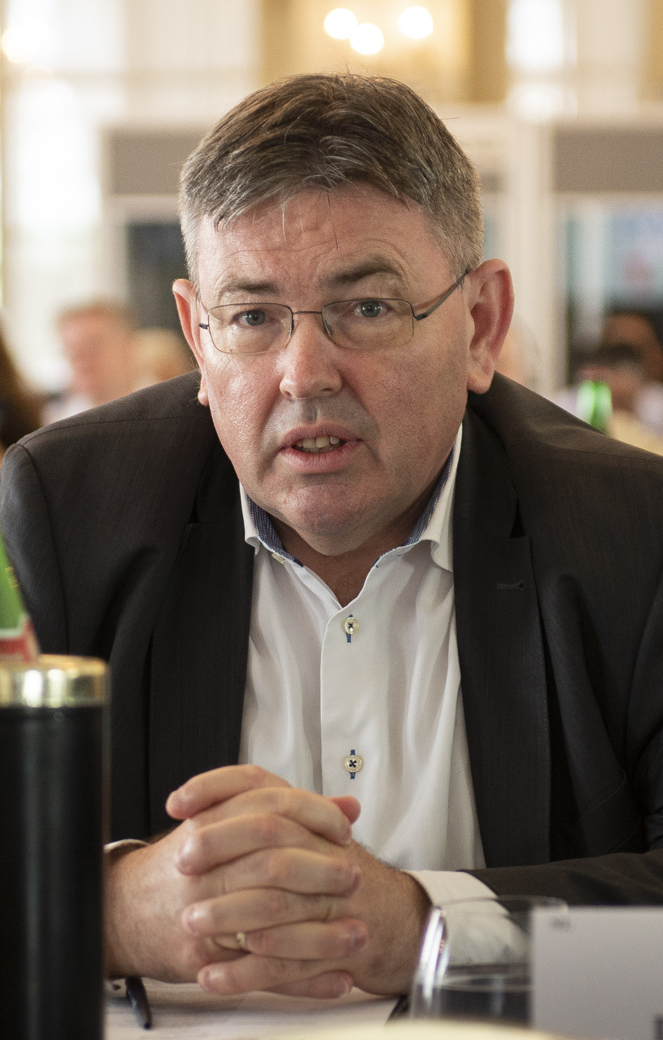
Derk Jan Eppink,
geboren op 7 november

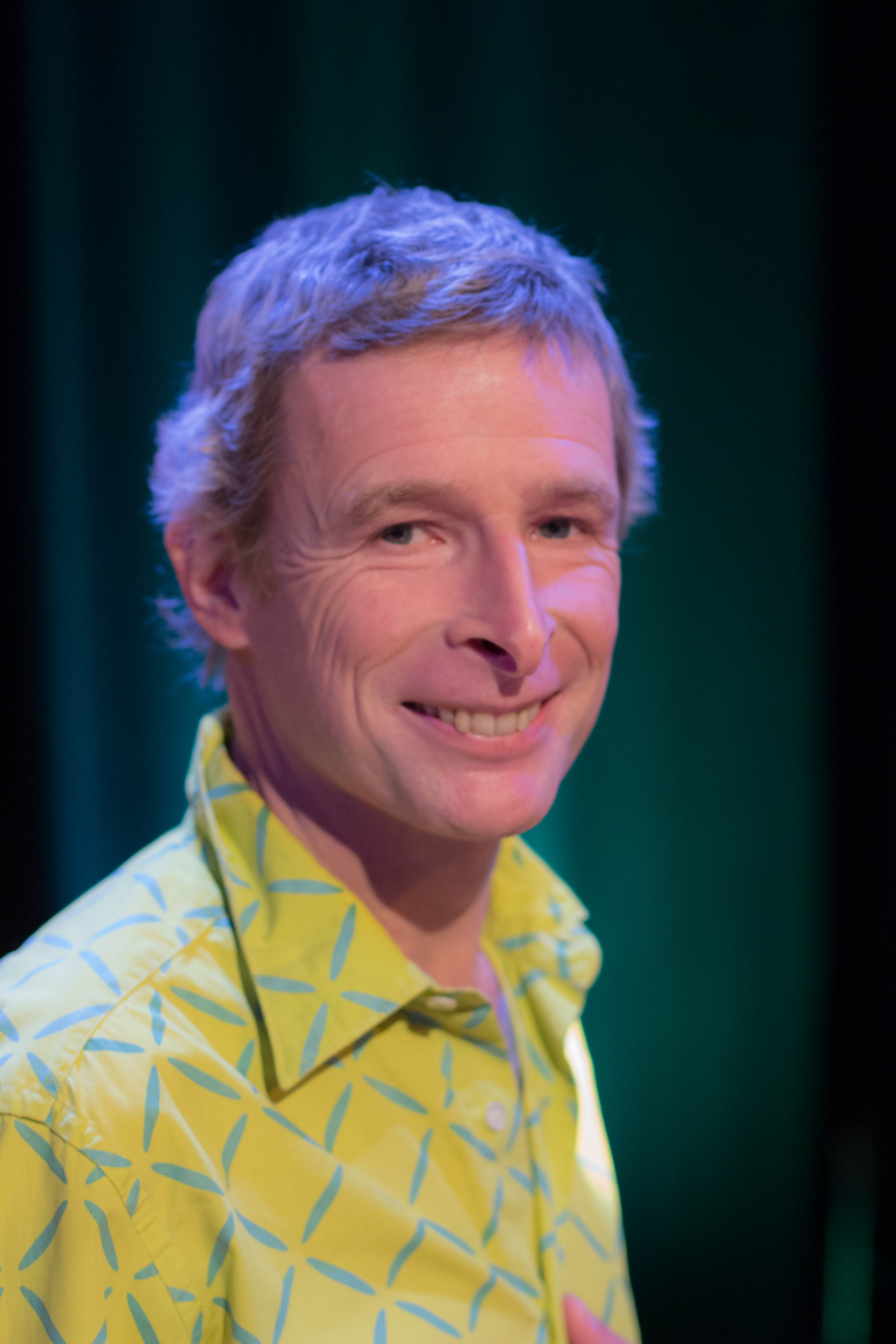
Hans Sibbel,
geboren op 12 november

- 1 - Miriam van der Have, Nederlands interseksueel mensenrechtenactiviste
- 3 - Alexander Schnitger, Nederlands generaal bij de Koninklijke Luchtmacht (overleden 2020)
- 3 - Jennifer Smit, Nederlands atlete
- 4 - Philippe Dubois (pseudoniem: Phébus), Belgisch kunstschilder
- 6 - Geert ten Dam, Nederlands wetenschapper en universiteitsbestuurder
- 6 - Urs Freuler, Zwitsers wielrenner
- 6 - Lya de Haas, Nederlands zangeres (overleden 2024)
- 7 - Derk Jan Eppink, Nederlands journalist en politicus
- 8 - Gerolf Annemans, Vlaams-nationalistisch politicus
- 8 - Yoav Gallant, Israëlisch militair en politicus
- 10 - Antoine Kambanda, Rwandees kardinaal
- 10 - Frank Paauw, Nederlands KNVB-bestuurder en voormalig hoofdcommissaris van politie
- 11 - Paul Blanca, Nederlands fotograaf (overleden 2021)
- 11 - John Devine, Iers voetballer
- 12 - Hans Sibbel, Nederlands cabaretier
- 13 - Jean-Marc Jacques, Belgisch atleet
- 13 - Juha Rissanen, Fins voetballer
- 14 - Ole Madsen, Deens voetballer
- 15 - Óscar Rojas, Chileens voetballer
- 16 - Marg Helgenberger, Amerikaans actrice
- 17 - Wolfgang Glüxam, Oostenrijks organist en clavecinist (overleden 2020)
- 18 - Robert Dill-Bundi, Zwitsers wielrenner (overleden 2024)
- 19 - Gerlof Jukema, Nederlands arts en politicus
- 19 - Charlie Kaufman, Amerikaans roman- en scenarioschrijver, regisseur en filmproducent
- 19 - Gianni Pittella, Italiaans politicus
- 19 - Algirdas Butkevičius, Litouws politicus
- 20 - Peter Cain, Australisch kunstschaatser
- 21 - Evert van Benthem, Nederlands schaatser en winnaar van Elfstedentocht (1985 en 1986)
- 22 - Jamie Lee Curtis, Amerikaans actrice
- 22 - Marjolein Meijers, Nederlands zangeres, actrice en theatermaakster (o.a. De Berini's)
- 25 - John Appel, Nederlands documentairemaker
- 27 - Conny Helder, Nederlands bestuurder en politica
- 29 - André Brantjes, Nederlands darter
- 30 - Michel Bibard, Frans voetballer

### december
- 1 - Tessel Blok, Nederlands radio- en tv-producente
- 1 - Candace Bushnell, Amerikaans schrijfster
- 1 - Alberto Cova, Italiaans atleet
- 1 - Lenette van Dongen, Nederlands cabaretière en zangeres
- 1 - Charlene Tilton, Amerikaans actrice
- 2 - Edwin Abath, Arubaans politicus
- 2 - Ron Cornet, Vlaams acteur
- 3 - Otto Becker, Duits ruiter
- 3 - Dirk De Vriese, Belgisch voetballer
- 3 - Han Oldigs, Nederlands acteur en zanger
- 4 - Frank van Bakel, Nederlands wielrenner
- 4 - Renata Kokowska, Pools atlete
- 4 - Carlo Weis, Luxemburgs voetballer
- 5 - Erik Zwezerijnen, Nederlands kunstenaar
- 5 - Henri Egging, Nederlands priester
- 7 - Martin Schaudt, Duits ruiter
- 8 - Mirosław Okoński, Pools voetballer
- 9 - Nick Seymour, Australisch bassist en kunstenaar
- 9 - Helmin Wiels, Curaçaos politicus (overleden 2013)
- 11 - Chris Hughton, Iers voetballer en voetbalcoach
- 11 - Tom Shadyac, Amerikaans filmregisseur
- 11 - Nikki Sixx, Amerikaans bassist
- 12 - Leo Kenter, Nederlands muzikant en schrijver
- 14 - Jan Fabre, Vlaams kunstenaar
- 15 - Eddy Annys, Belgisch atleet
- 15 - Rabah Madjer, Algerijns voetballer
- 15 - Stephan Weil, Duits politicus
- 16 - Lucas Bolsius, Nederlands politicus
- 16 - Marti ten Kate, Nederlands atleet
- 17 - Mike Mills, Amerikaans bassist (R.E.M.)
- 17 - Gerhard Waibel, Duits motorcoureur
- 18 - Jan Goossens, Nederlands voetballer
- 19 - Dirk De Keyzer, Belgisch beeldend kunstenaar
- 19 - Nelleke Zitman, Nederlands actrice
- 20 - Karel Choennie, Surinaams R.K. geestelijke; sinds 2015 bisschop van Paramaribo
- 20 - Dick Schoon, Nederlands oud-katholiek bisschop
- 21 - Tamara Bykova, Sovjet-Russisch/Russisch atlete
- 21 - Cerge Remonde, Filipijns journalist en presidentieel woordvoerder (overleden 2010)
- 22 - Frank Gambale, Australisch fusiongitarist
- 24 - Michael Flynn, Amerikaans militair en politicus
- 24 - Esther Jansma, Nederlands dichteres, schrijfster en archeologe (overleden 2025)
- 24 - Hans Spaan, Nederlands motorcoureur
- 24 - Sophie von Weiler, Nederlands hockeyster
- 27 - Carl De Keyzer, Belgisch fotograaf
- 28 - Terry Butcher, Engels voetballer en voetbalcoach
- 29 - Lakhdar Belloumi, Algerijns voetballer
- 29 - Sigitas Jakubauskas, Sovjet-Litouws voetballer
- 31 - Anne Vegter, Nederlands dichteres en kinderboekenschrijfster

### datum onbekend
- (mei) Esther Apituley, Nederlands altvioliste
- Catrien Bijleveld, Nederlands criminologe
- Piet Boon, Nederlands meubel- en interieurontwerper
- Ko van den Bosch, Nederlands acteur, regisseur en decorontwerper
- Pieter Bouwman, Nederlands toneelregisseur, cabaretier en presentator (overleden 2024)
- Marjo Buitelaar, Nederlands hoogleraar en schtijfster
- Elisabetta Dami, Italiaans schrijfster
- (december) Piet Fortuin, Nederlands bestuurder en politicus
- Christiane Gohl, Duits schrijfster
- Renée Kool, Nederlands criminoloog
- James McCaffrey, Amerikaans (stem)acteur (overleden 2023)
- Ebrahim Nabavi, Iraans schrijver, journalist en satiricus
- Minka Nijhuis, Nederlands journaliste en publiciste
- Rieneke van Nunen, Nederlands actrice
- (augustus) Esther Perel, Belgisch-Amerikaans psychotherapeute en schrijfster
- Henk Pröpper, Nederlands uitgever
- Dolly de Rode, Nederlands kunstenares
- Peter De Smet, Belgisch operazanger en regisseur
- Chris De Stoop, Vlaams schrijver en journalist
- Huug van Tienhoven, Nederlands acteur
- Katelijne De Vuyst, Vlaams vertaalster
- Aisling Walsh, Iers filmregisseuse en scenarioschrijfster

## Weerextremen in België
- 10 februari: Temperatuur tot 16,2 °C in Virton.
- 14 februari: Temperatuurminimum boven 12,4 °C in Zaventem.
- 10 maart: Koudste maart-decade van de eeuw: gemiddelde temperatuur 0,5 °C in Ukkel.
- 21 maart: Maximumtemperatuur in Stavelot –1,5 °C.
- 23 maart: Minimumtemperatuur -12,8 °C op de Baraque Michel (Jalhay).
- 3 april: Minimumtemperatuur -1,5 °C in Oostende en -7,2 °C in Rochefort.
- 13 juni: Vorst in Stavelot: temperatuurminimum 0 °C.
- 31 augustus: 72 mm neerslag in Heist-aan-Zee (Knokke-Heist).
- 16 oktober: Sterke wind uit het westnoordwesten veroorzaakt hoogste waterstand in Oostende: 5,98 m.
- 23 oktober: 1039,5 hPa in Ukkel.
- november: November met laagste gemiddelde windsnelheid: 2,5 m/s (normaal 3,7 m/s).

Bron: KMI Gegevens Ukkel 1901-2003  met aanvullingen